# Мастер и Маргарита
«Ма́стер и Маргари́та» — роман Михаила Афанасьевича Булгакова, работа над которым началась, по одним данным, в 1928 году, по другим — в 1929-м и продолжалась вплоть до смерти писателя в марте 1940 года. Роман относится к незавершённым произведениям; редактирование и сведение воедино черновых записей осуществляла после смерти мужа вдова писателя — Елена Сергеевна. Первоначальная версия произведения, задуманного как «роман о дьяволе», имела рабочее название «Копыто инженера» и была уничтожена Булгаковым в 1930 году. В последующих редакциях среди героев произведения появились автор романа о Понтии Пилате и его возлюбленная. Окончательное название — «Мастер и Маргарита» — закрепилось в 1937 году.
Первая публикация романа в сокращённом (цензурированном) виде была осуществлена в 1966—1967 годах (журнал «Москва», предисловие Константина Симонова, послесловие Абрама Вулиса). Первое однотомное издание книги на русском языке с тем же цензурированным текстом, опубликованным в журнале «Москва», вышло в 1967 году (издательство YMCA-Press, Париж). В 1969 году издательство «Посев» (Франкфурт-на-Майне) выпустило книгу, соединив публикацию в журнале «Москва» и текст «Купюр из романа „Мастер и Маргарита“ (1929—1940)», подготовленных Е. С. Булгаковой, выделив при этом цензурные изъятия курсивом. В СССР книжный вариант без купюр (с редакторской правкой А. А. Саакянц) увидел свет в 1973 году (издательство «Художественная литература»). В 2014 году был опубликован основной текст романа в составе полного собрания черновиков, представляющего собой текстологическую монографию, основанную на более чем 10-летнем изучении архивных материалов.
В «Мастере и Маргарите» получили продолжение и завершились важнейшие для Булгакова мотивы и стилистические искания: ироническое остранение обыденного, сочетание фантастики и обыденности, сатирический гротеск, конфликт творца и эпохи. «Мастер и Маргарита» сочетает в себе сатиру и философскую условность, фэнтези, библейские образы, мифологические архетипы, элементы детектива, авантюрного романа и др. Эти стилистическая синтетичность и многопроблемность — причины того, что жанр «Мастера и Маргариты» определить трудно: роман-притча, роман-утопия, сатирический роман, исторический, приключенческий, философский — каждое из этих определений верно, но не полно.
Развитие сюжета в целом определяется фантастическим допущением (присутствие в Москве 1930-х годов Сатаны и его свиты и чудеса, творимые ими). Фэнтезийная условность охватывает все слои повествования, от ключевых сцен (бал у Сатаны) до второстепенных эпизодов и подробностей, и выполняет множество художественных функций. Она связывает в единое целое различные сюжетные планы (события, происходящие с московскими обывателями, ершалаимскую линию и линию Мастера и Маргариты) и разные временные пласты (античность, христианское средневековье, Москва 1930-х годов, личное прошлое героев, «вечность» Воланда и двухтысячелетнее заключение Пилата).
«Мастер и Маргарита» — произведение многоплановое, богатое сюжетными коллизиями и смысловыми пластами, объединяющимися вокруг нескольких тем: любовь, долг и совесть, предательство и верность, ученичество, воздаяние и др. Все элементы романа поддаются вариативной интерпретации: от сюжетных линий, содержащих намёки на биографические моменты, политические параллели и авторскую полемику с религиозными, культурными и литературными авторитетами, до отдельных слов, с которыми связаны целые ассоциативные поля.
Книга значительно повлияла на русскую и мировую литературу и является самым знаменитым произведением Булгакова. «Британская энциклопедия» признаёт роман шедевром XX века: «остроумный и фривольный, роман в то же время является проникновенным философским произведением, в котором затрагиваются глубокие и вечные проблемы добра и зла… признан одним из лучших достижений русской литературы XX века». Роман неоднократно экранизирован и инсценирован.

## Сюжет
Действие романа происходит приблизительно в середине 30-х годов XX века и начинается в один из майских дней, когда два московских литератора — председатель правления МАССОЛИТа Михаил Александрович Берлиоз и поэт Иван Бездомный — во время прогулки на Патриарших прудах встречают незнакомца, похожего на иностранца. Он включается в разговор об Иисусе Христе, рассказывает о своём пребывании на балконе прокуратора Иудеи Понтия Пилата и предрекает, что Берлиозу отрежет голову «русская женщина, комсомолка». Литераторы не знают, что перед ними Воланд — загадочный и могущественный гость, прибывший в советскую столицу со своей свитой: Фаготом-Коровьевым, Азазелло, котом Бегемотом и служанкой Геллой.
После гибели Берлиоза под колёсами трамвая Воланд поселяется в «нехорошей квартире» Михаила Александровича, расположенной по адресу Большая Садовая улица, 302-бис. Воланд и его помощники устраивают в Москве череду розыгрышей и мистификаций: отправляют в Ялту директора Варьете Степана Лиходеева, проводят сеанс чёрной магии, организуют принудительное хоровое пение сотрудников филиала зрелищной комиссии, разоблачают председателя акустической комиссии Аркадия Аполлоновича Семплеярова и театрального буфетчика Андрея Фокича Сокова. Для Ивана Бездомного встреча с Воландом и его приближёнными оборачивается душевным недугом — поэт становится пациентом психиатрической больницы. Там он знакомится с Мастером и узнаёт историю его романа о Понтии Пилате. Написав это произведение, автор столкнулся с миром столичной литературы, в котором отказы печатать сопровождались травлей в прессе и предложениями ударить по «пилатчине». Не выдержав давления, Мастер сжёг рукопись в камине; после ареста и череды испытаний он попал в дом скорби.
Для Маргариты — бездетной тридцатилетней жены очень крупного специалиста и тайной жены Мастера — исчезновение любимого становится драмой. Однажды она признаётся себе, что готова заложить душу дьяволу ради того, чтобы узнать, жив он или нет. Мысли измученной неведением женщины оказываются услышанными, и Азазелло вручает ей баночку с чудодейственным кремом. Маргарита превращается в ведьму и исполняет роль королевы на великом балу Сатаны. Её заветная мечта осуществляется: Воланд устраивает встречу Мастера с возлюбленной и возвращает им рукопись сожжённого романа.
Произведение, написанное Мастером, представляет собой историю, начавшуюся во дворце Ирода Великого. К прокуратору Иудеи Понтию Пилату приводят подследственного Иешуа Га-Ноцри, приговорённого Синедрионом к смерти за пренебрежительное отношение к власти кесаря. Беседуя с Иешуа, прокуратор понимает, что перед ним — бродячий философ; его взгляды на истину и мысли о том, что всякая власть является насилием над людьми, интересны Пилату, однако спасти скитальца от казни он не может. Зная, что Иуда из Кириафа получил деньги за то, что разрешил арестовать Га-Ноцри в своём доме, прокуратор поручает начальнику тайной службы Афранию убить предателя.
Совмещение двух сюжетных линий происходит в заключительных главах. Воланду наносит визит ученик Иешуа Левий Матвей, который просит наградить Мастера и Маргариту покоем; эта просьба выполняется. Ночью Москву покидает группа летящих всадников; среди них не только мессир и его свита, но и автор романа о Понтии Пилате со своей возлюбленной.

## История создания
Вопрос о том, когда именно писатель приступил к работе над «последним закатным романом», в булгаковедении остаётся открытым: по одним данным, черновые наброски Михаил Афанасьевич начал делать в 1928 году, по другим — в 1929-м. В первом варианте, состоявшем из 160 рукописных страниц, отсутствовали Мастер и Маргарита, однако действие, как и в окончательной редакции, начиналось «в час заката на Патриарших прудах», где прогуливались, беседуя, два персонажа — Берлиоз (которого поначалу звали Владимиром Мироновичем) и Бездомный (в ранней версии он имел имя Антон). Писатель перебирал варианты заголовков: среди названий фигурировали «Копыто инженера», «Гастроль (Воланда)», «Жонглёр с копытом» и другие.
Весной 1930 года Булгаков сжёг первую редакцию романа. Причиной, толкнувшей его на этот шаг, стал документ, полученный из Главреперткома, в котором говорилось, что новая пьеса Михаила Афанасьевича — «Кабала святош» — «к представлению не разрешена». В письме советскому правительству, отправленном через десять дней после уничтожения рукописи, Михаил Афанасьевич упоминал, в частности, о том, что «лично, своими руками, бросил в печку черновик романа о дьяволе». Само событие, по мнению булгаковедов, наиболее точно описано в главе «Явление героя», когда Мастер «вынул из ящика стола тяжёлые списки романа и черновые тетради и начал их жечь». Небольшая часть уничтоженного произведения (две тетради с разорванными страницами, а также немногочисленные рукописные листы из третьей тетради) уцелела. В 1932 году писатель вновь вернулся к нереализованному замыслу, но и вторая версия серьёзно отличалась от итоговой:

Нет авторского лиризма, которым впоследствии будет окрашен весь текст романа о Мастере. Это пока что роман о дьяволе, причём в интерпретации образа дьявола Булгаков поначалу более традиционен, чем в окончательном варианте: Воланд ещё выступает в классической роли искусителя и провокатора.
Основательная работа над произведением началась через два года. Свидетельством того, насколько важной была она для Булгакова, является авторская реплика, обнаруженная на одном из листков: «Помоги, Господи, написать роман». Теперь среди персонажей появились и «трагические герои — Маргарита и её спутник», который вначале именовался Поэтом, затем был назван Фаустом и, наконец, перевоплотился в Мастера. О своей увлечённости сюжетом Булгаков рассказывал в письме Викентию Вересаеву: «Уже в Ленинграде и теперь здесь, задыхаясь в моих комнатёнках, я стал марать страницу за страницей наново тот свой уничтоженный три года назад роман. Зачем? Не знаю. Я тешу себя сам! Пусть упадёт в Лету!» Окончательное название — «Мастер и Маргарита» — закрепилось, судя по дневникам Елены Сергеевны Булгаковой, во второй половине 1937 года. Помощь в подготовке машинописного текста оказывала сестра Елены Сергеевны — Ольга Бокшанская. Она столь ответственно относилась к перепечатыванию черновиков, что, по словам Булгакова, за время работы улыбнулась лишь один раз — когда добралась до главы, рассказывающей об охватившей сотрудников зрелищной комиссии «хоровой лихорадке» и исполняемой ими песне «Славное море — священный Байкал».
Зимой 1940 года самочувствие Михаила Афанасьевича резко ухудшилось. Писатель уже не вставал с постели, однако продолжал работать; его жена в те дни отмечала в дневнике: «Миша, сколько хватает сил, правит роман, я переписываю». Среди эпизодов, включённых в сюжет в последние недели, — перемещение Стёпы Лиходеева в Ялту и приход буфетчика Сокова к специалисту по болезням печени профессору Кузьмину. Как отмечал литературовед Владимир Лакшин, сцена с Кузьминым была откликом на реальные события: осенью 1939 года один из докторов, оценивая состояние здоровья писателя, заметил, что Булгаков, как врач, должен знать о том, что его смерть — «это вопрос нескольких дней». Спустя некоторое время этот диагнозист сам серьёзно заболел: «В эпизоде с Кузьминым Булгаков рассчитался с профессорским самодовольством».
По воспоминаниям Елены Сергеевны, в конце зимы 1940 года Михаил Афанасьевич почти утратил возможность диктовать, однако по-прежнему пытался редактировать рукопись. По данным исследователей, последняя авторская правка была внесена 13 февраля в главу о Маргарите, наблюдающей за похоронами Берлиоза, и звучала как предчувствие: «Так это, стало быть, литераторы за гробом идут?».

## Публикация
За пять месяцев до смерти Михаил Афанасьевич составил завещание, согласно которому забота о рукописях поручалась наследнице (в том числе правопреемнице всех его авторских прав) — Елене Сергеевне Булгаковой. На доработку «Мастера и Маргариты» вдова писателя потратила более двадцати лет. По словам литературоведа Георгия Лесскиса, подготовленный ею текст содержит, несмотря на тщательное редактирование, определённые внутритекстовые противоречия — это касается, например, места рождения Иешуа (Гамала или Эн-Сарид), цвета глаз Воланда и его берета, личности швейцара в ресторане «Грибоедов» и некоторых других деталей, «которые чаще всего читателями не замечаются».
Елена Сергеевна делала несколько попыток напечатать роман. В 1940 году она подготовила сборник избранных произведений, в предисловии к которому литературовед Павел Попов рассказал о «Мастере и Маргарите» как о романе, в котором «реальное и фантастическое переплетаются в самых неожиданных формах». Однотомник так и не вышел в свет; статья Попова впервые была опубликована в 1991 году в книге «Я хотел служить народу…», изданной к 100-летию со дня рождения Булгакова. Как рассказывал Владимир Лакшин, в 1946 году одно из писем вдовы писателя удалось «через знакомую портниху» вручить сотруднику аппарата Сталина Александру Поскрёбышеву. Ответ из управленческих органов казался обнадёживающим: Булгаковой порекомендовали обратиться к директору Гослитиздата, который «будет в курсе». Однако следом появилось постановление оргбюро ЦК ВКП(б) «О журналах „Звезда“ и „Ленинград“», затронувшее судьбы Михаила Зощенко, Анны Ахматовой и других литераторов; это событие заставило издателей быть осторожными и реагировать на вопрос о публикации «Мастера и Маргариты» словами «Не время…»
Ситуация начала меняться в эпоху «оттепели». В 1962 году в издательстве «Молодая гвардия» вышла книга Булгакова «Жизнь господина де Мольера». В справке, сопровождавшей роман, Вениамин Каверин упомянул о «Мастере и Маргарите» как о произведении, в котором «невероятные события происходят в каждой главе», и заявил, что роман «давно пора издать, потому что по своеобычности едва ли найдётся ему равный во всей мировой литературе». Как сообщал литературовед Абрам Вулис, написавший послесловие к журнальной версии произведения, примерно тогда же он познакомился с текстом неопубликованного романа, поразившего его «каждой главой, каждой строкой».

### Доперестроечные публикации

#### Цензурированная публикация в журнале «Москва» и зарубежные публикации
Впервые роман был напечатан в сокращённом виде в журнале «Москва» (№ 11, 1966 и № 1, 1967), для подстраховки публикацию снабдили одобрительным предисловием Константина Симонова. Перед этим Главлит (фактически официальный цензурный орган, но формально отвечавший за охрану военной и государственной тайны) долго молчал, потом вызвал заместителя главного редактора «Москвы» и охарактеризовал анонс романа в журнале как идеологическую ошибку: «Внеклассовые категории, мракобесие, больная фантазия. Сумасшедший дом — перевоспитательный? — издевательство над нормальным читателем. И над нормальными людьми вообще. В каком виде они выставлены? Идиоты, взяточники, мздоимцы, подлипалы. Ни одного светлого характера. Говорят, Булгаков умирал тяжело, был очень болен. Может быть, этот роман — плод болезненной фантазии. Не зря он Христа пытается возродить. Но это ничего не меняет. Булгаков ещё раз подтвердил свою биографию, он не принял ничего из жизни общества, которое мы создали кровью и по́том». В конце концов цензурой было принято решение напечатать пока только первую книгу романа, причём с сокращениями, вторую — желательно не печатать вовсе, сославшись на преждевременную кончину автора, либо основательно переделать. Редакция журнала проявила твёрдость и в конце текста первой книги романа сообщила, что вторая книга появится в январском номере 1967 года.
По данным Г. А. Лесскиса, из текста романа было изъято «более 14 000 слов, что составляет примерно 12 % всего текста произведения». Цензурные ножницы коснулись рассуждений Воланда о москвичах на сцене театра Варьете; ревнивого восторга служанки Наташи по отношению к своей хозяйке; полёта Наташи на соседе Николае Ивановиче, превращённом с помощью крема Азазелло в борова; признаний Мастера и Маргариты в своей неприкаянности. Кроме того, в журнальный вариант не попали детали, рассказывающие об обнажённости героинь на балу у Воланда.
Первое однотомное издание книги на русском языке с тем же цензурированным текстом, опубликованным в журнале «Москва», вышло в 1967 году (издательство YMCA-Press, Париж). В 1969 году издательство «Посев» (Франкфурт-на-Майне) выпустило книгу, соединив публикацию в журнале «Москва» и текст «Купюр из романа „Мастер и Маргарита“ (1929—1940)», подготовленных Е. С. Булгаковой, выделив при этом цензурные изъятия курсивом, что дало основание Г. А. Лесскису и некоторым издателям считать её «первой полной версией романа» (далее текст-1969), тем не менее полный текст романа при жизни Е. С. Булгаковой был опубликован только за рубежом (на иностранных языках), а текстологическая оценка публикации издательства «Посев», данная Л. М. Яновской, невысока:

У издательства не было подлинного («неподцензурного») текста романа. Набор делали непосредственно по журналу [«Москва»], по мере возможности вводя вставки на месте купюр — с весьма несовершенных, по-видимому, местами неразборчивых копий или даже списков. <…>
В ноябре в акционерное общество «Международная книга» поступило письмо из правления Союза писателей: «Направляется 35 страниц машинописного текста с купюрами, сделанными редакцией журнала „Москва“ при публикации романа Михаила Булгакова „Мастер и Маргарита“. Указанные страницы разрешены к вывозу Главлитом за № 98 от 15 ноября 1967 г. <…>».

И 20 ноября того же года Е. С. Булгакова получила в «Международной книге» расписку: «Получены от Е. С. Булгаковой купюры из произведения М. А. Булгакова „Мастер и Маргарита“ в количестве 35 страниц машинописного текста через 1 интервал». Заручившись разрешением Главлита, она уже не опасалась распространять машинописные вставки-купюры и теперь дарила книжки журнала не иначе как вспухшими от вклеек. То же делали её друзья. И остается только удивляться, что издательству «Посев» так и не удалось заполучить оригинал или добротную копию этих вставок.— Судьба одной строки (Яновская. Треугольник Воланда, 2013, с. 651—653).
В 1972 году вышло постановление секретариата ЦК КПСС «О переиздании художественных произведений М. Волошина, О. Мандельштама, Вяч. Иванова, Н. Клюева, М. Булгакова и других писателей 20-х годов» от 7 июня 1972 года, имевшее гриф «Совершенно секретно». В документе говорилось, что книги указанных писателей и поэтов предполагается выпустить в 1973—1975 годах «ограниченными тиражами», с обязательными «вступительными статьями и комментариями, дающими марксистско-ленинскую оценку творчества автора». Постановление фактически дало зелёный свет первой полной публикации романа М. А. Булгакова в СССР.

#### Публикация 1973 года (редакция А. А. Саакянц)
В СССР отдельное книжное издание впервые увидело свет в 1973 году (далее однотомник-1973), то есть после смерти Е. С. Булгаковой (1970), без разрешения которой было бы сложно менять что-нибудь в тексте произведения, отредактированного ею в соответствии с завещанием мужа, причём большая часть тиража издательства «Художественная литература» (30 000 экземпляров) была продана за границу или разошлась по личным библиотекам номенклатурных работников (в однотомник объёмом 811 страниц вошли также «Белая гвардия» и «Записки покойника» под заглавием «Театральный роман»).
Тиражи переизданий в 1975 и 1978 годах составили всего 10 000 и 50 000 экземпляров соответственно, затем последовали более крупные тиражи в 1980 и 1984 годах — по 100 000 экземпляров. Вряд ли это могло удовлетворить спрос в стране с населением более 200 миллионов человек и высоким уровнем грамотности. Роман быстро стал одним из самых востребованных литературных изданий 1970-х. Как сообщал в 1976 году Хедрик Смит, корреспондент New York Times в Москве, «официальная цена книги составляла 1,53 руб., но на чёрном рынке цены колебались от 60 до 200 рублей». В Лондоне даже ходили слухи, что экземпляры однотомника, опубликованные издательством Flegon Press, могли быть пиратскими факсимильными копиями: читатели отмечали невиданное для советского издания расхождение в цене между тем, что было напечатано на задней обложке, и тем, что было напечатано среди других сведений об издании на последних страницах.
Издатели и редакторы однотомника-1973 не сообщили читателям ни о существовании зарубежных изданий русского текста романа (в том числе текста-1969, представлявшего собой комбинацию текстов публикации романа в журнале «Москва» и «Купюр из романа „Мастер и Маргарита“ (1929—1940)»), ни о существовании и судьбе машинописи романа, подготовленной Е. С. Булгаковой в 1963 году. Напротив, редактор А. А. Саакянц как будто обращала внимание читателей на то, что отредактированный ею текст отличается от текста, предложенного Еленой Сергеевной и опубликованного в журнале «Москва». Например, она разбила роман на две части, тогда как у Е. С. Булгаковой он разбит на две книги, и первая же фраза была изменена:
| «В час жаркого весеннего заката на Патриарших прудах появилось двое граждан», — так у Елены Сергеевны Булгаковой (текст-1969, с. 11). | «Однажды весною в час небывало жаркого заката, в Москве, на Патриарших прудах, появились два гражданина», — так у Анны Алексеевны Саакянц (однотомник-1973, с. 423). |

На обороте шмуцтитула однотомника-1973 сказано: «Текст печатается в последней прижизненной редакции (рукопись хранится в рукописном отделе Государственной библиотеки СССР имени В. И. Ленина), а также с исправлениями и дополнениями, сделанными под диктовку писателя его женой, Е. С. Булгаковой». В действительности, тем не менее, законченной «последней прижизненной редакции» не существовало: Булгаков умер, работая над содержанием и композицией романа; он сознавал, что текст нужно ещё редактировать, и поручил (в том числе нотариально) сделать это своей жене. Кроме того, в данном редакционном предуведомлении Елена Сергеевна названа не как уполномоченный автором редактор романа, а просто как человек, писавший под диктовку автора. Такая формулировка издательства «Художественная литература» подразумевает, что оно, нарушив последнюю волю писателя, фактически отменило 23-летний труд его жены и заново отредактировало роман.

#### Разночтения между публикациями
В результате работы А. А. Саакянц возник новый текст романа, в котором более 3000 разночтений по сравнению с текстом-1969, в том числе такие: отсутствуют 25 предложений текста-1969, зато имеется 65 новых; произведено около 500 синонимичных и несинонимичных лексических замен; изменено 115 грамматических конструкций (чаще всего замена деепричастий и спрягаемых форм глагола; замена форм лица и числа глаголов и т. п.); изменено написание 317 слов; предложено новое выделение абзацев; в 1300 случаях иначе расставлены знаки препинания. В содержательном отношении самое заметное различие составляют три следующие фрагмента:
1) Следующий отрывок был также напечатан в журнале «Москва», но его нет в однотомнике-1973: 

Но лишь только исчез грязный снег с тротуаров и мостовых, лишь только потянуло в форточки гниловатым беспокойным ветром весны, Маргарита Николаевна затосковала пуще, чем зимой. Она плакала часто втайне долгим и горьким плачем. Она не знала, кого она любит: живого или мертвого? И чем дальше шли отчаянные дни, тем чаще, и особенно в сумерки, ей приходила мысль о том, что она связана с мертвым.
Нужно было или забыть его, или самой умереть. Ведь нельзя же влачить такую жизнь. Нельзя! Забыть его, чего бы ни стоило — забыть! Но он не забывался, вот горе в чём.— текст-1969, с. 276—277.
2) В журнале «Москва» (1966) и в тексте-1969 следующий отрывок отсутствует: 

 — Помню, помню этот проклятый вкладной лист в газету, — бормотал гость, рисуя двумя пальцами рук в воздухе газетный лист, и Иван догадался из дальнейших путаных фраз, что какой-то другой редактор напечатал большой отрывок из романа того, кто называл себя мастером.— однотомник-1973, с. 559.
3) В журнале «Москва» (1967) и тексте-1969 вместо обширного отрывка в главе 13 «Явление героя», в котором изложена история знакомства и дружбы мастера с «журналистом» Алоизием Могарычем и который в какой-то мере определяет фабулу романа о мастере (Алоизий затем появляется в главе 24 «Извлечение Мастера», чтобы по воле Азазелло исчезнуть то ли через окно, то ли через дверь «нехорошей квартиры»), читатель видит следующий небольшой текст:

 — Настали безрадостные осенние дни, — продолжал гость, — чудовищная неудача с этим романом как бы вынула у меня часть души. По существу говоря, мне больше нечего было делать, и я жил от свидания к свиданию. И вот в это время случилось что-то со мною. Черт знает что, в чём Стравинский, наверно, давно уже разобрался. Именно, нашла на меня тоска и появились какие-то предчувствия.— текст-1969, с. 183.
А. А. Саакянц объясняла свой выбор следующим образом:

Так, в главе 13-й Булгаковым была продиктована вставка о персонаже, погубителе Мастера, въехавшем в его квартиру, — Алоизии Могарыче. Без этого отрывка появление его только в главе 24-й выглядит слишком неожиданным. Этот небольшой, но важный кусок Елена Сергеевна не привела, видимо, потому, что он не был завершен.— Петелин В. В. Михаил Булгаков. Жизнь. Личность. Творчество. — М.: Московский рабочий, 1989. — 495 с. — ISBN 5-239-00644-X.
Как указывает Л. М. Яновская, источником развёрнутого сюжета об Алоизии Могарыче является набросок, записанный на обороте листа 183 рукописи (таких набросков на обороте или на полях в рукописи немало). Похоже, Булгаков был заинтересован в развитии этой побочной сюжетной линии. Он записал начало («А со мной случилась оригинальность, как нередко бывало в моей жизни… У меня неожиданно завёлся друг…»), проработал несколько важных деталей («Покорил меня Алоизий своею страстью к литературе. Он не успокоился до тех пор, пока не упросил меня прочесть ему мой роман весь от корки до корки…»), а продолжение обозначил конспективно: «Начало болезни. Продолжение газетной травли. Отъезд Алоизия в Харьков за вещами. Развитие болезни. Сожжение романа. Под утро арест. Отправление в больницу». Набросок противоречил тому, что уже было написано: в 24-й главе читателям становится известно, что Алоизий не читал роман мастера, он узнаёт о романе из газетной статьи («Это вы, прочитав статью Латунского о романе этого человека, написали на него жалобу с сообщением о том, что он хранит у себя нелегальную литературу? — спросил Азазелло»). Предстояла дальнейшая доработка, но Булгаков не успел её завершить, а Елена Сергеевна не стала брать на себя творческую ответственность.
Выпуская в свет свою редакцию «Мастера и Маргариты», издательство «Художественная литература» в лице А. А. Саакянц, разумеется, опиралось на рукописи Булгакова, из которых извлекались разночтения, но вряд ли это давало основание игнорировать волю писателя и 23-летний труд его жены, учитывая её исключительную осведомлённость в делах и намерениях Михаила Афанасьевича.

### Послеперестроечные публикации
Поскольку до перестройки доступ к архивам Булгакова был жёстко ограничен, возникла ситуация, когда было сложно независимо оценить, насколько близки к истине те или иные схемы подсчёта редакций, восстанавливающие историю создания романа. Ситуация начала меняться в конце 1980-х, когда доступ к архивам получили даже некоторые иностранные специалисты и стали публиковаться различные собрания сочинений Булгакова.
Речь идёт прежде всего о пятитомнике издательства «Художественная литература» (далее пятитомник-1990), в последнем томе которого был опубликован текст романа, подготовленный Л. М. Яновской, и «полное собрание редакций и вариантов романа» «Мой бедный, бедный мастер», перепечатанное В. И. Лосевым в его 8-томном собрании сочинений Булгакова. В отличие от первоначальных публикаций романа, в этих изданиях читателю предоставлялась возможность познакомиться с ранними редакциями (черновиками) романа.
Наконец, в 2014 году в свет вышел увесистый (более 1600 страниц) двухтомник «Мастер и Маргарита. Полное собрание черновиков романа» (далее двухтомник-2014), представляющий собой текстологическую монографию кандидата филологических наук Е. Ю. Колышевой, основанную на более чем 10-летнем тщательном и кропотливом изучении имеющихся архивных материалов.

#### Публикация 1989/1990 года (редакция Л. М. Яновской)
В 1989 году Л. М. Яновская на основе исследования сохранившихся рукописей и машинописи 1963 года, то есть редакции Е. С. Булгаковой, предложила текстологически выверенную версию текста «Мастера и Маргариты», которая была опубликована сначала в Киеве в 1989 году, потом (с небольшими изменениями) в пятитомнике-1990.
Проведённое Г. А. Лесскисом сравнение редакции, предложенной Л. М. Яновской, с редакциями текста-1969 (Е. С. Булгакова) и однотомника-1973 (А. А. Саакянц) показало, что примерно на 30 % текст Яновской совпадает с редакцией Булгаковой и на 70 % — с редакцией Саакянц, причём в самых значительных расхождениях Яновская отдаёт предпочтение варианту Булгаковой. Оригинальные лексические варианты встретились в редакции Л. М. Яновской только 27 раз, зато довольно часты «гибридные» фразы, соединяющие частично два варианта — текста-1969 и однотомника-1973: например, в тексте-1969 «Вар-равван несравненно опаснее, чем Га-Ноцри» (с. 46), в однотомнике-1973 «Вар-равван гораздо опаснее, нежели Га-Ноцри» (с. 451), у Л. М. Яновской: «Вар-равван несравненно опаснее, нежели Га-Ноцри» (пятитомник-1990, с. 36).

#### Публикация 2014 года (редакция Е. Ю. Колышевой, основной текст)

##### Задачи и цели публикации, анализ машинописей
По мнению Джули Кёртис (англ. Julie Curtis), профессора русской литературы и научного сотрудника Оксфордского университета, главной задачей двухтомника-2014 была не столько публикация черновиков романа, сколько установление его основного текста, то есть «окончательной» версии с учётом работы, проделанной М. О. Чудаковой (1976) и Л. М. Яновской (1991). Е. Ю. Колышева склоняется к схеме подсчёта редакций, предложенной Яновской, то есть она также предполагает, что редакций было шесть (а не восемь, как считала Чудакова), но иначе оценивает дополнительные материалы: основным источником Колышева считает машинописный текст 1938 года с системой правки 1938—1940 годов (включая изменения текста, сделанные в машинописи 1939—1940 годов до главы 19 включительно, с учётом характера печати и правки Е. С. Булгаковой), в то время как Яновская опиралась на машинопись Е. С. Булгаковой 1963 года.
Окончательная рукописная редакция (пятая в нумерации Яновской/Колышевой) была закончена 22—23 мая 1938 года. С 27 мая по 24 июня 1938 года О. С. Бокшанская под диктовку Булгакова перепечатала на машинке эту редакцию, причём в процессе диктовки Михаил Афанасьевич на ходу менял текст. Далее — с 19 сентября 1938 года — началась большая авторская правка машинописного текста, не прекращавшаяся почти до самой смерти писателя. Колышева провела анализ всех правок, которые были внесены в машинопись Бокшанской в период с 1938 по 1940 год, в том числе исправление диктовки или опечаток, а также некоторые другие правки Е. С. Булгаковой (с использованием чернил в одних случаях и красного или синего карандаша — в других), изменяющие или восстанавливающие некоторые моменты из более ранних редакций. Все эти правки, скорее всего, имели нерегулярный характер, и сделать окончательные выводы о них особенно сложно, тем не менее скрупулёзное табличное представление всех вариантов, приведённое Колышевой во втором томе её публикации, даёт читателю максимально точную информацию о возможных альтернативных вариантах текста.

##### Проблема финала 32-й главы в контексте последней творческой воли автора
Несмотря на то что последний абзац 32-й главы, которым в 1938 году завершался весь роман и в котором Пилат упоминается как «прощённый в ночь на воскресение сын короля-звездочета, жестокий пятый прокуратор Иудеи, всадник Понтий Пилат», был вычеркнут в мае 1939 года (в исправленном варианте машинописи 1938 года), когда Булгаков добавил эпилог, и поэтому отсутствовал в машинописи 1939—1940 годов, Елена Сергеевна восстановила его в 1963 году при подготовке текста к публикации. В этом абзаце подчёркивается роль Маргариты в успокоении Мастера, когда она ведёт его «к вечному их дому» в потустороннем мире и обещает ему, что его воспоминания исчезнут: Елене Сергеевне, очевидно, очень нравился этот отрывок, но его присутствие в тексте означает нарушение последней творческой воли автора. Последующий эпилог также заканчивается упоминанием имени Пилата, но в несколько иной формулировке («жестокий пятый прокуратор Иудеи всадник Понтийский Пилат»). По этой и другим текстологическим причинам, связанным с характером правки Е. С. Булгаковой, Колышева утверждает, что использовать машинопись 1963 года в качестве источника установления основного текста романа, как это делали и Саакянц, и Яновская, нецелесообразно.

##### Критика предшествующих публикаций, определение источника основного текста
В двухтомнике-2014 Колышева отмечает, что публикации черновиков, предшествующие её «Полному собранию», содержали ряд ошибок в транскрипции, не отражали динамическую трансформацию текста в результате авторских поправок; более того, предыдущие редакторы в недостаточной мере учли машинописный текст, который был напечатан Е. С. Булгаковой в 1939—1940 годах, возможно потому, что три сохранившихся экземпляра попали не в государственный литературный архив, а в семейные архивы двух сестёр Булгаковых (Надежды и Елены), а также в архив близкого друга Михаила Афанасьевича Павла Попова. Поэтому данная машинопись (в трёх вариантах, поскольку владельцы вносили собственные корректировки орфографического и грамматического характера) была недоступна для редакторов романа, которые могли бы ознакомиться с ней наряду с различными черновиками в главном булгаковском архиве Библиотеки имени Ленина. Виктор Лосев, например, подвергается критике за то, что в опубликованных в 2006 году черновиках романа он в некоторых местах объединял тексты из разных черновиков, создавая нечто вроде собственной компиляции. Колышева перечисляет ряд его неправильных прочтений или пропусков слов и указывает на то, что Лосев не смог понять, что очевидные грамматические ошибки в речи странного заграничного гостя в первой главе второй редакции романа были внесены автором намеренно, чтобы представить лингвистические особенности речи иностранца.
Предлагая нам свою «окончательную» версию в качестве основного текста (в текстологическом значении термина), Колышева утверждает, что две опубликованные версии текста романа, которые переиздаются до сих пор (Саакянц, 1973 и Яновская, 1989), нуждаются в серьёзном пересмотре. В качестве источника установления основного текста романа она предлагает его шестую редакцию. Колышева также указывает, что существование машинописи, напечатанной Е. С. Булгаковой в 1939—1940 годах и входящей в состав шестой редакции, объясняет расхождения между редакцией 1938 года и редакцией 1963 года, подготовленной Еленой Сергеевной к публикации, и что предположение Чудаковой и Яновской о том, будто один из источников текста был похищен из архивов или утрачен, не имеет под собой оснований.

##### Значение работы Колышевой для булгаковедения
Виолетта Гудкова, историк театра, текстолог, один из рецензентов двухтомника-2014, в своей книге 2025 года даёт высокую оценку текстологической работе Колышевой, характеризуя её как фундаментальное исследование, целью которого было «установить и представить подлинный, очищенный от привнесённых правок и дефектных прочтений текст произведения». Гудкова особо отмечает (цитируя рецензию петербургского литературоведа О. Я. Поволоцкой) методологический подход Колышевой, стратегия которой заключалась в том, чтобы «сделать максимально открытыми и прозрачными обоснования для того или иного решения». Колышева провела текстологическую работу, «выверяя и подвергая сомнению буквально каждое разночтение — исправления, вписывания либо купюры, вплоть до меняющейся орфографии и знаков препинания».
Исследование Колышевой позволило опровергнуть устоявшееся представление о «волшебной лёгкости булгаковского творчества», демонстрируя вместо этого «огромную, сложнейшую работу по претворению замысленного в достойную словесную форму». Гудкова подчёркивает, что черновики и наброски «романа о дьяволе» 1928—1929 годов и страницы «Мастера и Маргариты» лета 1938 года представляют собой совершенно «разные произведения» в отношении художественной проработки.
В то же время Гудкова в сноске к главному текстологическому выводу об источнике установления основного текста романа отмечает, что М. О. Чудакова в книге, опубликованной спустя пять лет после выхода двухтомника-2014, писала: «…научно подготовленного печатного текста романа (как в академических изданиях) нет до сих пор».
Тем не менее, как считает Джули Кёртис, обзор Колышевой всех черновиков и редакций текста «Мастера и Маргариты» представляет собой заслуживающий доверия анализ различных текстологических проблем, связанных с романом, и позволяет детально проследить эволюцию булгаковского замысла на протяжении всего периода написания (1928—1940) — от первоначального фокуса на сатирическом изображении советской действительности в недалёком будущем (от июня 1943 года до июня 1945 года в самых ранних черновиках) до сосредоточения на размышлениях о вечных духовных ценностях, любви и творчестве. На самом деле, убеждена Кёртис, неправы те, кто утверждает, что роман «не закончен»: за несколько лет до своей смерти Булгаков чётко представлял, чего он хотел достичь в своём magnum opus, и любые нестыковки, которые остаются в тексте, не настолько существенны, чтобы помешать читателю понять художественную идею автора. С другой стороны, вероятно, справедливо будет признать, что полностью «авторизованного» текста «Мастера и Маргариты» не будет никогда.

### Авторские права
В России авторское право на произведения сохраняется 70 лет от года смерти автора или 70 лет от обнародования, если оно состоялось после смерти автора (статья 1281 ГК РФ). Хотя с момента смерти Булгакова в 1940 году прошло более 70 лет, для романа «Мастер и Маргарита», впервые опубликованного в СССР в 1966—1967 годах, этот срок отсчитывается с 1 января 1967 года. По состоянию на декабрь 2022 года правообладателями романа являются Сергей и Дарья Шиловские.

## Персонажи

### Мессир и его свита

#### Воланд
Приступив к работе над романом, Булгаков начал собирать материалы, помогающие развитию различных сюжетных линий. В писательском архиве сохранились сложенные в специальную тетрадь листы с заголовком «О дьяволе», в которых содержались отрывки и цитаты из разных изданий — от словаря Брокгауза и Ефрона до книги очерков Михаила Орлова «История сношений человека с дьяволом», вышедшей в 1904 году. По словам Лидии Яновской, «литературная родословная» Воланда обширна и разнообразна, однако среди множества «предшественников» мессира выделяется Мефистофель. Отсылка к персонажу Гёте заявлена уже в эпиграфе в виде прямой цитаты из «Фауста»: «Я — часть той силы, что вечно хочет зла и вечно совершает благо». При этом исследователи отмечали, что первый импульс к созданию образа Сатаны дало всё-таки другое произведение — речь идёт об опере Шарля Гуно «Фауст», которую Михаил Афанасьевич любил слушать со времён своего киевского детства.
Чёрные одежды мессира — это, по мнению Яновской, своеобразная перекличка с образом Мефистофеля, созданным Фёдором Шаляпиным: во время бенефиса в Киеве его герой предстал перед зрителями «одетым в чёрный, дивно облегающий гибкую фигуру плащ на оранжевой, огненной подкладке». В 29-й главе романа Воланд, готовясь к расставанию с Москвой, наблюдает за городом с высокой «каменной террасы»; он сидит, «положив острый подбородок на кулак». В этот момент обнаруживается заметное сходство героя с тем мраморным Мефистофелем, что воплощён в камне скульптором Марком Антокольским:

У Антокольского Мефистофель сидит на скале… Сидит скорчившись, положив кисти рук на поднятое к подбородку колено и подбородок — на кисти рук. Никаких атрибутов чёрта — ни рогов, ни копыт, разве что завитки волос на месте возможных рожек. Никакой бутафории. Обнажённое тело отнюдь не атлетическое, худое и вместе с тем очень сильное. Он сидит высоко и на мир смотрит сверху, внимательно и равнодушно. В его лице — всезнание, скепсис, мысль.
Булгаковский дьявол — не искуситель и не предатель; он скорее игрок, которому окружающий мир служит сценой. Поэтому Воланд весьма органично чувствует себя во время сеанса чёрной магии. Выбор площадки с большим количеством зрителей мессир объясняет тем, что ему «хотелось повидать москвичей в массе, а это удобнее всего было сделать в театре». Отрешённо наблюдая за залом и не вступая в диалоги с публикой, герой пытается понять, сильно ли изменилось «московское народонаселение». Вывод, который он делает, касается и представителей нового поколения, и человеческой натуры в целом: «Люди как люди… В общем, напоминают прежних».
Создавая вместе со свитой фантасмагорические ситуации, герой, тем не менее, почти не оставляет после себя фатальных последствий; по замечанию литературоведа Игоря Сухих, единственным персонажем, которого дьявол наказывает смертью, является барон Майгель — «наушник и шпион». Миссия Воланда в романе сродни роли «благородного разбойника», вскрывающего общественные язвы и обнаруживающего социальные пороки.

#### Азазелло
Азазелло — это персонаж, наделённый «разбойничьей прямотой», образ которого корнями уходит в мифологию (Азазель — «демон пустыни»). Исследователи отмечали, что, согласно материалам книги историка И. Я. Порфирьева «Апокрифические сказания о ветхозаветных лицах и событиях», вышедшей в 1872 году, Азазель дал людям навыки по изготовлению холодного оружия, украшений, декоративных средств для ухода за лицом. Булгаков, который, вероятно, был знако́м с этой работой, включил Азазелло в свиту Воланда из-за его «способности к обольщению и убийству».
Азазелло принимает непосредственное участие в нескольких ключевых эпизодах романа. Так, именно он, поселившись вместе с компаньонами в «нехорошей квартире», отправляет в Ялту Стёпу Лиходеева. Когда в Москву из Киева прибывает дядя Берлиоза Максимилиан Андреевич Поплавский, мечтающий унаследовать жильё погибшего племянника на Большой Садовой, Азазелло жёстко выставляет визитёра за дверь. Он же безжалостно лишает жизни барона Майгеля.
Кроме того, этот персонаж во многом определяет судьбу Маргариты. Когда уставшая от неопределённости героиня сознаётся в готовности пойти на сделку с дьяволом ради получения информации о Мастере, рядом с ней моментально появляется сподвижник Воланда — гражданин «маленького роста, пламенно-рыжий, с клыком, в крахмальном белье, в полосатом добротном костюме, в лакированных туфлях и с котелком на голове». Благодаря крему, полученному от Азазелло, происходит преображение: Маргарита обретает лёгкость, молодость и способность летать. Тема чудодейственного крема, по данным исследователей, связана как с древними народными преданиями о магических веществах, так и с литературными источниками — подобный мотив присутствует в «Метаморфозах» Апулея, трактате «Молот ведьм», гётевском «Фаусте» и «Огненном ангеле» Валерия Брюсова.

#### Коровьев-Фагот
Коровьев появляется на первых страницах романа как гражданин «престранного вида» с «глумливой физиономией». Этот демон легко меняет маски: так, у Берлиоза он просит «четверть литра» для поправки здоровья бывшему регенту; Никанору Ивановичу Босому представляется переводчиком прибывшего в Москву иностранца; в телефонном разговоре, жалуясь «плаксивым голосом» на председателя жилищного товарищества дома № 302-бис, называет себя жильцом одиннадцатой квартиры Тимофеем Квасцовым. «Издевательские провокации и фиглярство» Коровьева столь естественны, что читатель, по замечанию Лидии Яновской, начинает путаться: «Может быть, не Коровьев, а Тимофей Квасцов каким-нибудь чудом звонил в милицию?» Амплуа гаера заставляет персонажа включать в собственный лексикон вульгаризмы: к примеру, во время сеанса чёрной магии он даёт со сцены объявления, насыщенные просторечными оборотами: «Таперича, когда этого надоедалу сплавили, давайте откроем дамский магазин».
К числу коровьевских шуток относится организация кружка в филиале зрелищной комиссии: придя туда как специалист-хормейстер, подручный Воланда заставляет служащих почти безостановочно петь «Славное море…» Созданию этого эпизода, судя по дневникам жены писателя, предшествовало реальное событие: в декабре 1933 года Булгаковы были приглашены в гости к актёру и режиссёру Рубену Симонову, где во время застолья слаженно исполнялась песня «По диким степям Забайкалья». Михаил Афанасьевич иронично относился к стихийным хоровым коллективам и в главе «Беспокойный день» «высмеял приверженность представителей советской власти к этому виду искусства». Подобную тему Булгаков развивал и раньше: так, герой его повести «Собачье сердце» (1925) профессор Преображенский заявляет в разговоре с доктором Борменталем, что если он будет не оперировать, а «петь хором», то в его квартире неминуемо «настанет разруха».
В фамилии персонажа, по мнению ряда исследователей, прослеживается литературное влияние: с одной стороны, в ней присутствует отсылка к повести Алексея Константиновича Толстого «Упырь», в которой действует вампир Семён Семёнович Теляев; с другой — отмечена определённая связь с повестью Достоевского «Село Степанчиково и его обитатели», где в число приятелей полковника Ростанева входит господин Коровкин; эта же фамилия встречается в эпилоге «Мастера и Маргариты», когда после исчезновения Воланда и его свиты в список подозрительных лиц попадают «четыре Коровкиных».
Исследователи называют несколько возможных прототипов Коровьева. Вторая жена Булгакова — Любовь Евгеньевна Белозерская — вспоминала о некоем регенте-водопроводчике Агеиче, черты которого просматриваются в облике Фагота. Литератор Олег Демидов включил — со ссылкой на литературоведа Альфреда Баркова — в число предполагаемых прообразов персонажа актёра Василия Качалова и драматурга Николая Эрдмана, который, будучи сценаристом фильма «Весёлые ребята», создал в картине фантасмагорические ситуации, напоминающие эпизоды из булгаковского романа.

#### Кот Бегемот
Изначально «лучшего из шутов» — кота Бегемота — Булгаков изображал как животное, передвигающееся на «толстых, словно дутых лапах». По предположению исследователей, подобное описание было «позаимствовано» автором из тех источников, которые он изучал при создании портретов персонажей — речь, в частности, идёт о книге Михаила Орлова «История сношений человека с дьяволом», где упоминается бес Бегемот, похожий на «чудище со слоновой головой, хоботом и клыками». В итоговой редакции внешность персонажа изменилась: Иван Бездомный, устремляясь в погоню за Воландом и Коровьевым, видит рядом с ними кота «громадного, как боров, чёрного, как сажа или грач, и с отчаянными кавалерийскими усами».
По утверждению Мариэтты Чудаковой, одним из «дальних литературных предков» Бегемота является гофмановский кот Мурр — именно от него член свиты мессира унаследовал «своё забавное самодовольство». В то же время Любовь Евгеньевна Белозерская рассказывала, что определённое влияние на создание образа Бегемота оказал живший в доме Булгаковых огромный кот Флюшка, от имени которого Михаил Афанасьевич иногда оставлял записки. Как вспоминала вторая жена писателя, нрав и повадки Флюшки зафиксированы во фразе Бегемота: «Не шалю, никого не трогаю, починяю примус».
Появление Бегемота и Коровьева в Торгсине на Смоленском рынке вызывает переполох среди продавцов: кот берёт с прилавков мандарины и шоколад, извлекает рыбу из бочки с надписью «Сельдь керченская отборная». Подобная склонность к чревоугодию идёт, по мнению булгаковеда Бориса Соколова, от демонологических установок, согласно которым Бегемот — это «демон желаний желудка». Когда в квартире, где остановились Воланд и его соратники, появляется группа вооружённых людей, Бегемот встречает пришедших предупреждением о том, что «кот — древнее и неприкосновенное животное». В этой реплике присутствует перекличка с произведением Анатоля Франса «Сад Эпикура», в котором герой Аристид избавляет от гибели птенцов, к гнезду которых пыталась подобраться кошка. Револьверным выстрелом он останавливает охотницу за щеглами, однако с точки зрения кошки его поступок несправедлив: «Нет животного, которое не ощущало бы себя высшей целью природы».

В финале Бегемот, как и другие члены свиты Воланда, исчезает перед восходом солнца в горном провале в пустынной местности перед садом, где в полном соответствии с рассказом книги Еноха уготован вечный приют «праведным и избранным» — Мастеру и Маргарите. 

#### Гелла
Гелла относится к числу колоритных персонажей, миссия которых в сюжете до конца не прояснена. Рыжеволосая служанка Воланда хороша собой; единственное, что портит её внешность, — это «причудливый шрам на шее», свидетельствующий о том, что смерть женщины была насильственной. С Геллой напрямую сталкивается финансовый директор театра Варьете Римский: после сеанса чёрной магии он выдерживает жёсткую атаку вампирши и остаётся в живых благодаря предрассветному крику петуха, который, согласно поверьям, обладает способностью приводить в содрогание нечистую силу. В этом эпизоде, по словам литературоведа Александра Зеркалова, присутствует аналогия с гоголевским «Вием»: «Освещая Геллу зловещим отсветом панночки, Булгаков обозначает грозное могущество женского начала».
В главе, рассказывающей о пожаре в квартире № 50, упоминается, что жильцы, находившиеся во дворе дома на Большой Садовой, наблюдали, как из окна вылетели «три мужских силуэта и один силуэт обнажённой женщины». Однако среди летящих всадников, покидающих город, Геллы нет. Литературовед Владимир Лакшин рассказывал, что когда он, хорошо знавший Елену Сергеевну Булгакову, указал вдове писателя на отсутствие воландовской служанки в заключительных эпизодах, та отреагировала весьма эмоционально: «Миша забыл Геллу!» Это обстоятельство, по мнению ряда исследователей, служит дополнительным подтверждением того, что «Мастер и Маргарита» — роман незавершённый; в то же время часть булгаковедов считает подобную авторскую «забывчивость» преднамеренной. Так, Б. В. Соколов утверждает:

…Не исключено, что Булгаков сознательно убрал Геллу из сцены последнего полёта как самого младшего члена свиты, исполняющего только вспомогательные функции… <…> К тому же Гелле не в кого было превращаться в последнем полёте, она ведь… обратившись в вампира (ожившего мертвеца), сохранила свой первоначальный облик. 

### Главные трагические герои

#### Мастер
Изучение черновиков писателя показало, что в процессе работы образ Мастера у Булгакова менялся. Сначала это был безымянный Поэт, в облике которого просматривались черты самого Михаила Афанасьевича: «Лицо заросло щетиной… хорошо знакомый рыжеватый вихор». Позже в описании героя стало проявляться некоторое сходство с Гоголем: «Худой и бритый блондин с висящим клоком волос и с острым птичьим носом». Наконец, в итоговом варианте возник герой, портретная узнаваемость которого, по словам Лидии Яновской, была сглажена и заретуширована: в больничную комнату Ивана Бездомного вошёл «бритый, темноволосый, с острым носом, встревоженными глазами… человек лет примерно тридцати восьми».
У героя нет имени — он просто Мастер. Он равнодушен к одежде, и Булгаков почти не упоминает о таких деталях, как пальто или обувь персонажа; единственный запоминающийся атрибут — это его «печальная чёрная шапочка с жёлтой буквой „М“», что означает «Мастер». О его прошлом известно немного: он историк, после получения выигрыша в 100 000 рублей оставил службу в музее и сосредоточился на написании романа о Понтии Пилате. Герой безразличен к тем событиям собственной жизни, что происходили до встречи с Маргаритой, — так, он не может вспомнить имени своей бывшей жены: «На этой… Вареньке… Манечке… ещё платье полосатое».

Эту ускользающую условность портрета героя, имя которого так и не прозвучит на страницах романа, явно нельзя отнести за счёт недоработанности романа. Как мы обыкновенно видим тех, кого глубоко любим, кто нам дорог, кому мы верим? Неужто как на паспортной фотокарточке? По-видимому, как-то иначе. Вот это «иначе» Булгакову в его романе удалось… Мы и не видим лица Мастера. Зато, кажется, слышим биение его сердца.
Исследователи отмечали, что романная биография Мастера во многом совпадает с историей Михаила Афанасьевича. По утверждению Владимира Лакшина, в образе булгаковского героя «немало личного, выстраданного»; Мариэтта Чудакова писала, что возлюбленный Маргариты — «это alter ego автора». Лидия Яновская упоминала, что история романа о Пилате в какой-то мере похожа на историю романа «Белая гвардия» и пьесы «Дни Турбиных»; много сходства также с историей постановки пьесы «Мольер».
Если массолитовские критики устраивают обструкцию Мастеру из-за романа о Понтии Пилате (который в состоянии понять лишь Маргарита, Воланд и Иешуа), сопровождая её требованиями «ударить по пилатчине», то в реальной жизни писателю пришлось столкнуться с ситуациями, когда не только запрещались его произведения, но и звучали призывы «ударить по булгаковщине» (газета «Рабочая Москва», 1928). Герой Михаила Афанасьевича, душевная опустошённость которого связана с «трагедией непризнания», укрывается от невзгод в больничной палате; сам Булгаков, осознавая, что он «уничтожен», обращался к советскому правительству с просьбой дать разрешение уехать из СССР (1930, март). Вместе с тем Булгаков не страдал душевной болезнью, и многих других подробностей истории жизни Мастера в его биографии не было.
Шапочка Мастера — тоже автобиографическая деталь: у Булгакова были лёгкие, рассыпающиеся волосы, мешавшие ему работать, и писать он предпочитал, надев на голову колпак. Буква «М» на шапочке может означать инициал имени «Михаил».
Несмотря на явную близость героя к автору, в жизнеописании персонажа присутствуют некоторые элементы из биографии Гоголя: так, эпизод с сожжённым романом Мастера — это не только булгаковское воспоминание о собственном раннем черновике, сгоревшем в камине, но и отсылка к истории второго тома «Мёртвых душ», уничтоженного Николаем Васильевичем. По словам Лидии Яновской, мысль об утраченных произведениях по-настоящему волновала писателя; Михаил Афанасьевич считал, что «созданное — создано, даже если оно не сохранилось». Из этой веры родился воландовский тезис «Рукописи не горят!»

#### Маргарита
На создание образа Маргариты, по мнению исследователей, повлияли как литературные источники, так и реально существовавшие женщины, в том числе из окружения писателя. Назвав будущего Мастера в ранней редакции Фаустом, Булгаков затем отказался от идеи прямого указания на трагедию немецкого поэта, однако имя героини гётевского произведения (Гретхен-Маргарита) менять не стал. Работая над романом, Михаил Афанасьевич собирал и изучал материалы ещё о двух носительницах этого имени — Маргарите Наваррской и Маргарите де Валуа.
По версии Владимира Муравьёва, эпизод первой встречи Мастера с возлюбленной («Она несла в руках отвратительные, тревожные жёлтые цветы») является откликом на знакомство Булгакова с Маргаритой Петровной Смирновой — состоятельной замужней дамой, которую он увидел «весной 1930 или 1931 года» на 1-й Мещанской улице. В то же время Мариэтта Чудакова считала, что история, изложенная Смирновой через сорок шесть лет после смерти Булгакова, относится к легендам, ходившим вокруг писателя, а в сознании Маргариты Петровны переплелись реальные воспоминания и более поздние впечатления, возникшие после чтения романа.
По словам Лидии Яновской, на Маргариту была похожа третья жена писателя, с которой Булгаков познакомился в 1929 году; их роднят даже такие детали, как «косящий разрез глаз» (у Елены Сергеевны) и «чуть косящая на один глаз ведьма» (героиня романа). Анна Ахматова, жившая в эвакуации в комнате, которую до неё занимала Елена Булгакова, в 1943 году посвятила своей «предшественнице» строчки: «В этой горнице колдунья / До меня жила одна: / Тень её ещё видна / Накануне новолунья». Согласно воспоминаниям Владимира Лакшина, в 1960-х годах, договорившись по телефону встретиться с Твардовским в редакции «Нового мира», Елена Сергеевна появилась в кабинете через несколько минут — «в весеннем чёрном пальто, в шляпке с лёгкой вуалью, изящная, красивая»; на вопрос, с помощью какого транспортного средства она столь быстро преодолела расстояние, Булгакова спокойно ответила: «На метле».
Булгаковская героиня горяча и безоглядна в своих чувствах, поэтому автор, рассказывая о её любви к Мастеру, порой использовал «вульгарную экспрессию»; её реплики, адресованные врагам возлюбленного, резки и эмоциональны. Точно так же Елена Сергеевна, стремясь защитить мужа от нападок, в гневе обещала, что отравит критика Осафа Литовского — автора статьи «Против булгаковщины. Белая гвардия сквозь розовые очки». Исследователи сравнивают всепоглощающую страсть Маргариты с преданностью Левия Матвея по отношению к Иешуа, отмечая, что её любовь, «как жизнь, всеобъемлюща и, как жизнь, жива»:

Маргарита стала прекрасным, обобщённым и поэтическим образом Женщины, которая Любит… Фантастический образ женщины, так вдохновенно оборачивающейся ведьмой, с яростью её расправы над врагом Мастера Латунским, с её нежной готовностью к материнству, с этим полётом её в ночи… Женщины, которой ничего не стоит сказать чёрту: «Милый, милый Азазелло!» — потому только, что он заронил в её сердце надежду, что она увидит своего возлюбленного.

### Участники московских эпизодов

#### Литераторы
Члены вымышленной писательской организации МАССОЛИТ, изображённые на страницах булгаковского романа, обладают отдельными чертами сходства с реально существовавшими литераторами, но, несмотря на наличие прототипов, представляют собой собирательные образы, каждый из которых не может быть сведён только к одному прототипу. Черты сходства с конкретными литераторами, современными Булгакову, ещё больше сближают гротескный МАССОЛИТ с действительностью и усиливают выразительность булгаковской сатиры:163—164.
Знакомство с представителями московского литературного сообщества начинается на первой странице романа, когда на Патриарших прудах появляются Берлиоз и Бездомный. Михаил Александрович Берлиоз — влиятельный руководитель МАССОЛИТа, в состав которого входят более 3100 человек. Среди возможных прототипов персонажа — один из основателей РАППа Леопольд Авербах, публицист Михаил Кольцов, журналист Фёдор Раскольников, театральный критик Владимир Блюм и другие советские идеологи. Кроме того, у Берлиоза есть некоторое портретное сходство с Демьяном Бедным:163. Литературовед А. Вулис отмечает, что прототипом Берлиоза явилась советская критика 1930-х годов: «и „учёная“, и проработочная, вульгарно-социологическая, и вкусовая, салонная»:168—169. По мнению булгаковедов, автор не случайно дал Михаилу Александровичу фамилию французского композитора: ряд произведений Гектора Берлиоза («Фантастическая симфония», часть 4-я — «Шествие на казнь» (Marche au supplice), часть 5-я — «Сон в ночь шабаша» (Songe d’une nuit de sabbat), драматическая легенда «Осуждение Фауста») имеет тематическое пересечение с фабульными линиями «Мастера и Маргариты».
Другой ключевой персонаж, Иван Бездомный, проходит путь от сочинителя «чудовищных стихов», который ничего не слышал о трагедии Гёте, до профессора Ивана Николаевича Понырева. Исследователи предполагают, что в число прообразов Бездомного входили Александр Безыменский, Иван Приблудный и Демьян Бедный, печатавший в «Правде» антирелигиозные произведения: «Точное суждение о Новом завете: / Иисуса Христа никогда не было на свете. / Так что некому было умирать и воскресать, / Не о ком было Евангелия писать». В эпилоге речь идёт о повзрослевшем герое — сотруднике Института истории и философии, профессоре Иване Николаевиче Поныреве, который «в молодости стал жертвой преступных гипнотизёров, лечился и вылечился». В финале романа упоминается о том, что во время весеннего полнолуния Ивана Николаевича, возвращающегося домой после прогулок по Патриаршим, успокаивает лишь укол; заснув, он видит не казнь, а лунную дорогу с идущими по ней героями романа Мастера. По мнению исследователей, описание умиротворения, обретаемого персонажем после укола, имеет отсылку к биографии автора, пристрастившегося к морфию во время работы земским доктором. У Понырева, как считают булгаковеды, были свои прототипы — это один из друзей Михаила Афанасьевича Павел Попов и сценарист Сергей Ермолинский.
Пока Иван Бездомный пытается догнать Воланда и его свиту, в Доме Грибоедова, а затем и в ресторане «Грибоедов» собираются члены МАССОЛИТа. Их фамилии (Загривов, Поприхин, Двубратский, Бескудников), по словам литературоведа Георгия Лесскиса, «заключают в себе элемент бытовой или психологической характеристики», а сами персонажи похожи на «гоголевских уродцев». Портреты членов правления МАССОЛИТа, дожидающихся своего председателя Берлиоза, немного шаржированы, их одежда изображена карикатурно, а поведение выглядит несуразно. Обсуждают они не творческие проблемы, а материальные блага, доставшиеся видным литераторам: Бескудников один «в пяти комнатах» в дачном писательском посёлке Перелыгино, «Лаврович один в шести… и столовая дубом обшита»:170.
Цитируя фразу «Плясали виднейшие представители поэтического раздела МАССОЛИТа, то есть Павианов, Богохульский, Сладкий, Шпичкин и Адельфина Будзяк», Георгий Лесскис отмечает: «О поэтах МАССОЛИТа говорится как о войсковой части, а подбор их имён не оставляет никаких сомнений относительно поэтического достоинства их творений».
Во фразе «Плясали свои и приглашённые гости, московские и приезжие, писатель Иоганн из Кронштадта» под Иоганном подразумеваются одновременно Иоанн Кронштадтский (известный религиозный деятель последней трети XIX — начала XX века) и автор сценария фильма «Мы из Кронштадта» Всеволод Вишневский, который придерживался официозных взглядов и совершал нападки на пьесы Булгакова. В этом образе использован двойной код: соединение двух аллюзий, внутри одной из которых содержится глубинная, главная.
Поэт Рюхин, доставивший Ивана Бездомного в клинику профессора Стравинского, имеет, по мнению некоторых исследователей, сходство с Маяковским. Отношения между Владимиром Владимировичем и Михаилом Афанасьевичем были непростыми — так, Маяковский в сатирической пьесе «Клоп» включил фамилию Булгаков в список слов-анахронизмов, незнакомых будущим поколениям. В качестве «ответного шага» автор «Мастера и Маргариты» создал эпизод, в котором поэт Рюхин признаётся себе: «Не верю я ни во что из того, что пишу!» В первую журнальную публикацию эта фраза не попала: цензура сочла, что в ней «содержался упрёк по адресу не только Маяковского, но и всей советской литературы».
Литераторы Латунский и Лаврович, публиковавшие пасквили, в которых подвергался нападкам роман Мастера, также имеют свои прототипы: сопрототипы Латунского — известные в то время критике Осаф Литовский и Леопольд Авербах, бывшие гонителями Булгакова; Мстислав Лаврович — одновременно Всеволод Вишневский и Максим Горький (фамилия Вишневского спародирована с намёком на когда-то популярные «лавровишневые» капли).

#### Сотрудники театра Варьете
При создании портретов сотрудников Варьете — директора Лиходеева, финдиректора Римского, администратора Варенухи, буфетчика Сокова, бухгалтера Ласточкина — Булгаков использовал сатирические краски и такие острые приёмы, как гротеск. Образ руководителя театра формировался в течение нескольких лет: в черновиках персонаж именовался сначала Гарасей Педулаевым, затем Стёпой Бомбеевым; предполагалось, что он должен был переместиться с Большой Садовой во Владикавказ. В итоговой редакции автор назвал героя Степаном Богдановичем Лиходеевым и «отправил» его в Ялту. Эта сюжетная линия близка истории, описанной Михаилом Зощенко в рассказе «Землетрясение», в которой сапожник Снопков «выкушал полторы бутылки русской горькой» и заснул во дворе накануне крымского землетрясения; после пробуждения персонаж не мог понять, в каком городе находится.
Коровьев характеризует Лиходеева как некомпетентного и безответственного директора: «Ничего не делают, да и делать ничего не могут, потому что ничего не смыслят в том, что им поручено». Поэтому не формальным, а реальным руководителем театра Варьете является финансовый директор Григорий Данилович Римский, которому Михаил Афанасьевич дал фамилию композитора Римского-Корсакова. По предположению исследователей, Булгаков сознательно сблизил персонажа, столкнувшегося с вампирами, и автора оперы с участием нечистой силы «Ночь перед Рождеством». Эпизоды, в которых фигурирует простодушный администратор Варенуха, обращённый Геллой в «вампира-наводчика», построены как фарс; особенно это проявляется в сцене, когда с третьим криком петуха герой, «напоминающий летящего купидона», удаляется в окно.
Грустный буфетчик театра Варьете Андрей Фокич Соков имеет своего литературного «родственника» — персонажа произведения «Театральный роман» («Записки покойника») Еромолая Ивановича, который работает буфетчиком Независимого театра и всегда выглядит печальным. Как заметил Георгий Лесскис, «в булгаковской модели мира, видимо, существовал стандартный буфетчик-человеконенавистник, как стандартный выжига-домоуправ». Соков приходит к Воланду в «нехорошую квартиру», чтобы сообщить о резаной бумаге, обнаруженной в кассе после сеанса чёрной магии; во время диалога мессир сообщает Андрею Фокичу, что «второй свежести» не бывает, а аскетичный образ жизни вызывает подозрения: «Что-то, воля ваша, недоброе таится в мужчинах, избегающих вина, игр, общества прелестных женщин, застольной беседы».
Сцена с влетающей в комнату большой тёмной птицей, задевающей крылом голову буфетчика, могла быть написана на основе статьи «Совы», включённой в Энциклопедический словарь Брокгауза и Ефрона: в ней, в частности, упоминается о примете, согласно которой прикосновение этой птицы предвещает смерть. В эпилоге романа сообщается, что Соков, как и предсказал ему Воланд, скончался через девять месяцев от рака печени.

Все остальные отделываются сильным испугом и неприятными воспоминаниями. А кое-кто даже становится лучше, как Варенуха, приобретший «всеобщую популярность и любовь за свою невероятную, даже среди театральных администраторов, отзывчивость и вежливость» («Но зато и страдал же Иван Савельевич от своей вежливости!»).

#### Другие персонажи
Свидетельством обречённости Берлиоза является фраза Воланда о том, что «Аннушка уже купила подсолнечное масло, и не только купила, но и разлила». У Булгакова есть несколько героинь с этим именем, и любое их появление несёт конфликты или чрезвычайные происшествия. Так, Аннушка Пыляева, персонаж раннего рассказа Михаила Афанасьевича «№ 13. Дом Эльпит-Рабкоммуна», растапливает буржуйку и устраивает пожар. В «Театральном романе» элементом повседневной жизни является Аннушкин крик, доносящийся из кухни. В «Мастере и Маргарите» она получает прозвище «чума». По воспоминаниям писателя Владимира Лёвшина, Аннушка из 34-й квартиры была соседкой Булгакова в начале 1920-х годов, когда тот снимал жильё в доме № 10 на Большой Садовой.

Сухонькая женщина, прозванная Чумой, «мелькавшая ежедневно то с бидоном, то с сумкой», постоянно тревожит его воображение. Появление её всегда знаменует начало неприятностей. Иногда образ Аннушки расчленяется, и отдельные свойства её переходят к другим персонажам. Так, нигде не упоминаемое Булгаковым бельмо Аннушки неожиданно обнаруживается у приспешника Воланда, Азазелло. 
Столь же постоянным в творчестве Булгакова является образ управдома. Среди его персонажей, возглавляющих домовые комитеты, — Швондер в «Собачьем сердце», Анисим Зотикович Аллилуйя в пьесе «Зойкина квартира», Бунша-Корецкий в «Иване Васильевиче». В «Мастере и Маргарите» список «плутов и выжиг» из числа управдомов пополняет председатель жилищного товарищества дома № 302-бис Никанор Иванович Босой (в ранних вариантах романа — Никодим Григорьевич Поротый). Пристальное внимание писателя к «квартирному вопросу» исследователи объясняют жилищными проблемами, с которыми в течение долгого времени сталкивался Михаил Афанасьевич.
Сон Никанора Ивановича Босого представляет собой сатиру на изъятие ценностей у частных лиц, которое широко применялось в первые полтора десятилетия советской власти. Один из персонажей этого сна, Сергей Герардович Дунчиль, — намёк на А. В. Луначарского, часто дарившего дорогие подарки (в то время недопустимые с точки зрения официальной морали) своей жене, актрисе Н. А. Луначарской-Розенель. Фамилия «Дунчиль» созвучна фамилии «Луначарский», а отчество Дунчиля, происходящее от французского имени «Жерар», может ассоциироваться с галломанией Луначарского, большого знатока и любителя западноевропейской литературы, музыки и театра. По созвучию фамилия «Дунчиль» также заставляет вспомнить Дон Кихота Ламанчского, о котором Луначарским была написана пьеса.

### Герои романа Мастера
Роман Мастера — это, по словам Игоря Сухих, «смысловое и философское ядро „Мастера и Маргариты“». Автор и персонажи называют сожжённое произведение, частями вводимое в хронику московских событий, романом о Понтии Пилате, хотя в ранних версиях Булгаков делал акцент на другом герое — в черновых записях 1933 года зафиксирован диалог между Воландом и Маргаритой, которая произносит: «Он написал книгу о Иешуа Га-Ноцри». Изменение названия и включение в заголовок имени римского прокуратора связано, по мнению исследователей, с попытками Михаила Афанасьевича застраховать себя от возможных претензий цензуры.
У булгаковедов нет единого мнения по поводу жанровой принадлежности романа о Понтии Пилате. С точки зрения Игоря Сухих, книга Мастера по структуре близка новелле; свидетельством тому — ограниченный круг лиц, участвующих в событиях, а также «концентрация места, времени, действия». Литературовед Василий Новиков находит в романе признаки драмы, состоящей из пяти актов: сцена допроса римским прокуратором бродяги из Галилеи; заявление первосвященника Каифы о намерении Синедриона освободить Вар-Раввана и приговорить к казни Иешуа; казнь; диалог Понтия Пилата с начальником тайной службы Афранием; убийство Иуды из Кириафа.

#### Понтий Пилат
Созданию образа Понтия Пилата предшествовало изучение Булгаковым как богословских, так и исторических источников, среди которых особое место занимали работы французского философа Ренана «Жизнь Иисуса» и английского писателя Фаррара «Жизнь Иисуса Христа». В число художественных произведений, прочитанных Михаилом Афанасьевичем, входил, возможно, рассказ Анатоля Франса «Прокуратор Иудеи», герой которого, в отличие от персонажа Мастера, «абсолютно не помнит ни самого Иисуса Христа, ни его казни».
Булгаковский Пилат, напротив, не может её забыть. Когда он слышит от начальника своей тайной службы Афрания, что Иешуа перед смертью назвал самым главным человеческим пороком трусость, голос прокуратора становится хриплым. Читая на пергаменте записанные Левием Матвеем слова Га-Ноцри «…большего порока… трусость», Понтий Пилат вздрагивает. К теме трусости, по мнению исследователей, у Булгакова было пристрастное отношение: она периодически возникала не только в его произведениях («Бег», «Белая гвардия», «Красная корона»), но и частных беседах с друзьями. Так, театровед Виталий Виленкин вспоминал, что однажды Булгаков задал ему вопрос о главном человеческом пороке и сам же на него ответил: «Трусость — вот главный порок, потому что от него идут все остальные». Киносценарист
Сергей Ермолинский рассказывал, что писатель «любил повторять, как он ненавидит трусость».
В письме философу Павлу Попову (1932), входившему в круг близких друзей Михаила Афанасьевича, автор «Мастера и Маргариты» сообщил, что в прошлом совершил пять «роковых ошибок», две из которых сделаны из-за «налетевшей как обморок робости». По мнению литературоведа Игоря Сухих, существует определённая связь между терзаниями Понтия Пилата, который из-за «робости» не смог спасти Иешуа, и признанием Булгакова в собственной душевной слабости: «Оправдание есть, но утешения нет».

Личная тема сублимируется и воплощается во вроде бы абсолютно далёком от автора персонаже… Не торжество силы, а её слабость, роковая необратимость каждого поступка — вот что такое булгаковский Пилат. Искупить совершённое невозможно, его лишь можно, если удастся, забыть. Но всегда найдется кто-то с куском пергамента. Он запишет, и записанное останется. И даже если рукописи сгорят, все останется так, как было записано.

#### Иешуа
Иешуа активно участвует лишь в главе «Понтий Пилат», рассказывающей о встрече и беседе прокуратора с подследственным из Галилеи, однако незримое присутствие этого персонажа ощущается как в произведении Мастера, так и во всём романе Михаила Афанасьевича. Подобный приём был использован автором в пьесе «Александр Пушкин», когда Булгаков ни разу не вывел на сцену главного героя; при этом раскрытие его образа происходило благодаря действиям и разговорам других лиц.
Он гибнет потому, что попадает между жерновами духовной (Каифа и синедрион) и светской (Пилат) власти, потому что люди любят деньги и за них готовы на предательство (Иуда)… Огромный сжигаемый яростным солнцем мир равнодушен к одинокому голосу человека, нашедшего простую, как дыхание, прозрачную, как вода, истину.
Литературоведы отмечали, что в булгаковском архиве сохранились выписки, свидетельствующие о том, что Михаил Афанасьевич при создании образа использовал множество библиографических источников. По словам Лидии Яновской, начав сочинять роман, он разделил тетрадный разворот на колонки, одну из которых постепенно заполнял цитатами из работы Ренана, вторую — из книги Фаррара; третий столбец имел заглавие «По другим источникам» и остался пустым. Позже появилась другая тетрадь, названная писателем «Роман. Материалы». В ней есть нарисованный Булгаковым план «воображаемого Ершалаима» и выписки из книг «Жизнь Иисуса» Штрауса, «Миф о Христе» Древса, «Иисус против Христа» Анри Барбюса и других. Михаила Афанасьевича интересовали не только взгляды разных авторов, но и бытовые детали, помогающие сделать античную историю достоверной.
По замечанию Игоря Сухих, «Иешуа моложе своего евангельского прототипа и не защищён от мира ничем». Из разговора Га-Ноцри с Понтием Пилатом выясняется, что бродячий философ не помнит родителей, не имеет жены и уязвим перед смертью; у него есть лишь один спутник-последователь — бывший сборщик податей Левий Матвей. Тональность беседы прокуратора с арестантом начинает меняться, когда речь заходит об истине. Изначальное презрение к подследственному, который, по мнению Понтия Пилата, не может иметь о ней никакого представления, уступает место удивлению, когда прокуратор, страдающий приступами гемикрании, слышит: «Истина прежде всего в том, что у тебя болит голова, и болит так сильно, что ты малодушно помышляешь о смерти».

Ответ «бродяги», совершенно неожиданный и совсем не «философский», а сугубо житейский, поражает Пилата своей неопровержимой правдой. Отсюда и началось его обращение к истине Иешуа Га-Ноцри, хотя вполне осознал это Пилат только к исходу дня, когда он понял, что ради подобной простой житейской правды — «спасти от казни решительно ни в чём не виноватого безумного мечтателя» — он «пойдёт на всё». 
Когда головная боль отпускает, прокуратор задаёт Иешуа вопрос: «Ты великий врач?» Га-Ноцри отвечает: «Нет», однако этот и другие эпизоды с его участием показывают, что арестант всё-таки обладает способностью исцелять людей, читать чужие мысли, предвидеть ход событий; это дало основание литературоведу Георгию Лесскису назвать булгаковского героя «мессией, не осознающим того, что он мессия». В другой сцене Понтий Пилат выражает недоумение по поводу того, что бродяга часто употребляет сочетание «добрые люди»; тот поясняет, что «злых людей нет на свете». Для него исконно добрым является даже Марк Крысобой, потому что жестокость этого кентуриона возникла после того, как «добрые люди изуродовали его». По мнению Василия Новикова, есть определённое родство между Иешуа и автором романа о Понтии Пилате; оно связано как с их идеями, так и с трагизмом судеб. Мариэтта Чудакова писала о духовной близости уже не двух, а трёх героев: Мастера, Иешуа и князя Мышкина из романа Достоевского «Идиот».
Литературовед Н. А. Дождикова отмечает, что в рамках антирелигиозной пропаганды в СССР в 1920—1930-х годах одним из приёмов сатирической литературы, направленной на «развенчание евангельского образа Иисуса Христа», было следование «очернительной традиции», начиная с «Жизни Иисуса» Давида Фридриха Штрауса, «Антихриста» Фридриха Ницше и «Безумия Иисуса» Шарля Бине-Санглe, которая в вопросах оценки его личности «неизменно выдвигала на первый план два основных мотива — душевной болезни, сопряжённой с галлюцинациями, и обмана». Это находило отражение как в широко издававшихся переводных публикациях западных авторов, представлявших собой пародийные пересказы Библии (Э. Даенсон «О Боге и чёрте», Гуго Эферот «Библия безбожника», Лео Таксиль «Занимательное Евангелие»), так и советских (статья И. А. Шпицберга «Религиозная язва», пьесы А. Иркутова «Иисус Назареянин» и С. Чевкина «Иешуа Ганоцри. Беспристрастное открытие истины»). В связи с этим она указывает на то, что подобные «особенности трактовки образа Иисуса в пропагандистской и художественной литературе эпохи» затем были саркастически обыграны Булгаковым в ершалаимских главах его романа «Мастер и Маргарита».

#### Другие персонажи
До знакомства с Иешуа Левий Матвей был мытарем. Их встреча происходит на дороге в Виффагии; изначальное недоверие сборщика податей по отношению к страннику сменяется интересом к его речам, а разговор завершается тем, что Левий Матвей отправляется путешествовать вместе с Га-Ноцри. Бросив дом и своё дело, последователь Иешуа «сжигает мосты» и полностью посвящает себя учителю. По мнению исследователей, Левий Матвей является своеобразным двойником Ивана Бездомного — единственного ученика Мастера.
Левию Матвею уготована особая миссия в некоторых ключевых эпизодах. Так, именно он оказывается «единственным зрителем, а не участником казни» Иешуа. Находясь на Лысой горе, он клянёт себя за тяжкую ошибку, совершённую накануне, когда отпустил Иешуа одного в город; состояние, в котором пребывает этот «чернобородый, с гноящимися от солнца и бессонницы глазами» человек, литературоведы называют «яростным бессилием». Кроме того, в момент слияния двух сюжетных линий Левий Матвей приходит к Воланду с просьбой решить судьбу Мастера и Маргариты. Называя дьявола «духом зла и повелителем теней», визитёр не скрывает своей неприязни к собеседнику. В диалоге с ним мессир, напоминающий, что «тени получаются от предметов и людей», выступает как представитель «царства плоти» — в противовес Иешуа и его «царству духа».
Глава тайной службы Понтия Пилата Афраний появляется на балконе прокуратора после казни Иешуа. Поначалу он выступает как безымянный гость, рассказывающий хозяину о настроении в городе. Позже становится понятно, что человек, пришедший к Пилату, не только знает больше, чем говорит, но и понимает своего начальника с полуслова. Разговор прокуратора и Афрания, получающего задание убить Иуду, литературовед Василий Новиков сравнивает с диалогом «двух изуверов, связанных одной порукой».
Иуда — «горбоносый красавец», в портрете которого нет «ни одной злодейской черты», — в романе Мастера действует как провокатор: приглашает Иешуа к себе домой, просит гостя изложить свой взгляд на государственную власть и зажигает светильники, которые, согласно версии, изложенной в книге Ренана «Жизнь Иисуса», были необходимы для того, чтобы «спрятанные свидетели обвинения могли разглядеть лицо преступника». Когда Иешуа рассказывает Пилату о своём пребывании в доме Иуды, прокуратор понимает, какова подлинная роль хозяина в истории с арестом Га-Ноцри. Подобным образом в романе действуют Алоизий Могарыч, сочинивший донос на Мастера, и барон Майгель.
Смерть персонажа, совершившего предательство за тридцать тетрадрахм, наступает в результате действия тайных агентов дворцовой стражи, выполняющих распоряжение Понтия Пилата: «За спиной Иуды взлетел нож, как молния…». Исследователи сравнивают эту сцену с рассказом Мастера, вспоминающего в клинике профессора Стравинского историю их с Маргаритой любви: «Так поражает молния, так поражает финский нож». В. В. Новиков по этому поводу пишет:

Сцена заканчивается трагической картиной возмездия — убийством Иуды. Она полна контрастных красок, драматична — это пик в развитии событий. В ней звучит фаустовский мотив: «Люди гибнут за металл» («Сколько получил?..» — спрашивают убийцы Иуду, прежде чем всадить в него нож.) А во-вторых, в ней звучит мотив: есть преступления страшнее, чем трусость, — это предательство. 

## Московские учреждения и организации в романе

### Клиника профессора Стравинского
Психиатрическая клиника профессора Александра Николаевича Стравинского является одним из романных «центров притяжения», в котором сходятся персонажи, столкнувшиеся с Воландом или его свитой. После встречи с мессиром на Патриарших прудах в дом скорби увозят Ивана Бездомного. Проделки Коровьева приводят к тому, что пациентом больницы становится председатель жилищного товарищества Никанор Иванович Босой. После сеанса чёрной магии в 120-ю комнату заселяют конферансье Жоржа Бенгальского, просящего, чтобы ему вернули голову. На лечение в больницу отправляют сотрудников филиала зрелищной комиссии, поющих хором про «Славное море».
Руководитель этого учреждения входит, по мнению Бориса Соколова, в триаду «Понтий Пилат — Воланд — Стравинский», герои которой объединены «функциональным подобием и сходным взаимодействием с персонажами своего мира». Литературовед отмечает, что князь тьмы и профессор близки по возрасту; Стравинский с его «очень пронзительными глазами» напоминает мессира внешне. Когда Александр Николаевич в сопровождении медперсонала впервые появляется в палате Бездомного, поэт, видя учтивость свиты по отношению к руководителю, сравнивает его с Понтием Пилатом; мысль об их близости укрепляется, когда Иван обнаруживает, что профессор, как и прокуратор, говорит на латыни.
Булгаковеды выдвигают разные версии о том, кто из советских психиатров был прообразом Стравинского. Борис Мягков считает, что к числу возможных прототипов следует отнести доктора медицинских наук Евгения Краснушкина, возглавлявшего Московский областной научно-исследовательский клинический институт. Михаил Афанасьевич был знако́м с Краснушкиным с начала 1920-х годов (их первая встреча произошла в мастерской художника Георгия Якулова, находившейся неподалёку от квартиры Булгакова на Большой Садовой) и, вероятно, читал книгу его очерков, в которой говорилось о психиатрической больнице как о «доме с открытыми окнами и дверьми, с внутренним уютом». Подобное описание идеальной «клиники будущего» автор перенёс в роман: так, комната Бездомного оборудована, по мнению поэта, «как в „Метрополе“». Кроме того, в книге Краснушкина зафиксирована история болезни пациента, страдающего шизофренией, который возрастом, родом деятельности и особенностями поведения напоминает Ивана: «Литератор, поэт, 23 лет, летом 1924 года у себя в комнате однажды увидел чёрта, который назвал себя по фамилии, вёл с ним беседу; чёрт уговаривал его бежать по улице с топором. Больной взял топор и побежал по Тверской».
Иной точки зрения придерживается Борис Соколов, называющий возможным прототипом Стравинского профессора Григория Россолимо. В то же время, по словам Бориса Вадимовича, к созданию образа руководителя клиники мог быть причастен и литературный персонаж: речь идёт о Равино — владельце психиатрической больницы из повести Александра Беляева «Голова профессора Доуэля».
Место, где располагается клиника Стравинского, относится, по мнению исследователей, к числу «самых топографически „зашифрованных“ адресов» «Мастера и Маргариты». Среди предлагаемых булгаковедами вариантов — Волоколамское шоссе, 146 (ныне 84), где находится один из старых корпусов Клинической центральной больницы Министерства путей сообщения, сохранивший балконы с видом на бор и реку, а также Правобережная улица, 6а — там размещался особняк купца Сергея Павловича Патрикеева (проект архитектора Фёдора Шехтеля), комнаты которого в годы Первой мировой войны использовались в качестве госпитальных палат, оснащённых качественным оборудованием; позже в нём базировались советские медицинские учреждения. Сейчас здание пустует и разрушается.

### Театр Варьете и сеанс чёрной магии
Глава о сеансе чёрной магии, который проводят Воланд и его свита, относится к числу центральных в московской части «Мастера и Маргариты»: в сценах, посвящённых представлению в театре Варьете, «реальное обретает фантастический характер, а демоническое демонстрирует свою силу». Свидетельством того, что Булгаков изначально планировал включить это действо в роман, являются его записи от 1928 года: в момент знакомства с Бездомным и Берлиозом иностранец протягивает им визитку и сообщает, что он — Велиар Вельярович Воланд, специалист по белой магии, прибывший в советскую столицу для выступления в Мюзик-холле.
Варьете — вымышленная организация, под которой Михаил Афанасьевич подразумевал Мюзик-холл, размещавшийся в 1926—1936 годах на Большой Садовой, 18; в спектаклях этого театра, называемого на первых порах Вторым Госцирком, участвовали «советские и иностранные артисты-гастролёры». Трюки, демонстрируемые на сцене подручными Воланда, напоминают фокусы, которые показывали в Мюзик-холле иллюзионисты Эмиль Кио и Николай Орнальдо, проводивший для зрителей сеансы массового гипноза и моментального излечения «от пьянства, курения, головокружений, сомнений». А навязчивое желание разоблачений, высказываемое конферансье Бенгальским, отсылает к гастролям австрийца То-Рама в 1926 году в том же Мюзик-холле и последовавшим разоблачениям его трюков советским подражателем Сен-Вербудом, язвительно высмеянным Ильфом в фельетонах «В золотом переплёте» и «Нарсудья — победитель факиров».
Среди почти несомненных источников влияния на Булгакова стоит упомянуть выступавшего всё там же в 1928 году американского иллюзиониста Данте (Гарри Янсена), использовавшего демонический грим и в образе Мефистофеля во время трюков философски-снисходительно смотревшего на публику. Российский грек Костано Касфикис показывал «мистический» фокус «летающая женщина», а ему на сцене ассистировали черти. Другой трюк назывался «фабрика денег»: в небольшую машинку с двумя вращающимися валиками закладывались чистые листы бумаги размера денежных купюр. Касфикис поворачивал ручку, и из-под валиков вылетали «настоящие» деньги, влажные, как будто и в самом деле только что отпечатанные. Для правдоподобности в пачку клались несколько настоящих купюр.
По словам литературоведа Василия Новикова, Коровьев, организующий над залом «денежный дождь» и открывающий на сцене «дамский магазин», в котором платья и обувь зрительниц обмениваются на парижские модели, устраивает москвичам своеобразный экзамен, призванный показать, влияет ли прогресс на психологию человека. Воланд, наблюдающий за действом, приходит к выводу, что «они — люди как люди. Любят деньги, но ведь это всегда было… Квартирный вопрос только их испортил». Для Булгакова жилищная тема была актуальной: ещё в 1922 году он в письме сестре Вере Афанасьевне замечал, что «самый ужасный вопрос в Москве — квартирный»; коммунальный быт, на который обрекала советских граждан новая власть, разрушает личность, считал Михаил Афанасьевич.
К числу тех, кого разоблачает Коровьев во время сеанса, относится сидящий в ложе № 2 Аркадий Аполлонович Семплеяров — председатель акустической комиссии, посетивший Варьете вместе с женой и молодой родственницей-актрисой. Когда Фагот сообщает, что накануне вечером Семплеяров находился в гостях у артистки Милицы Андреевны Покобатько, родственница ударяет Аркадия Аполлоновича зонтом. Этот эпизод близок раннему фельетону Булгакова «Мадмазель Жанна», в котором действует некая «прорицательница из Парижа»; после публичного обнародования провидицей подробностей, связанных с личной жизнью одного из зрителей, его жена ударяет неверного супруга по лицу ридикюлем.

После сцен в Варьете Булгаков приёмами травести срывает маску ложных иллюзий с дам, которые вообразили, что они на сцене у Коровьева обрели «парижский вид». Морок расколдовывается. Реальное предстает во всем своём безобразном виде. Римский видит в окно, что происходит на улице после магического сеанса. Массовая сцена превращается в грубый фарс. 

### МАССОЛИТ, Дом Грибоедова, ресторан «Грибоедов»
Исследователи предлагают разные варианты расшифровки названия вымышленного писательского объединения «МАССОЛИТ» (Мастера социалистической литературы, Московская ассоциация литераторов, Массовая литература), однако Булгаков, по мнению Георгия Лесскиса, не подразумевал под этой аббревиатурой какого-либо исходного сочетания слов. В ней содержится, с одной стороны, реакция автора на появившуюся после Октябрьской революции моду на всевозможные сокращения (РАПП, МАПП и т. д.); с другой — присутствует построенная на звуковых ассоциациях отсылка к «Главлиту» — организации, осуществлявшей цензуру в СССР. В изображении МАССОЛИТа Булгаков сатирически отобразил деятельность ряда реально существовавших советских писательских организаций — от РАППа, чьё существование прекратилось в 1932 году, до Союза Советских писателей, созданного в 1934 году:169.
МАССОЛИТ размещается в Доме Грибоедова, находящемся «на бульварном кольце в глубине чахлого сада, отделённого от тротуара кольца резною чугунною решёткой». Прообразом этого здания был, по данным булгаковедов, Дом Герцена (Тверской бульвар, 25), в стенах которого в 1920-х годах базировались многочисленные литературные объединения и группы. Там же располагался писательский ресторан, о нравах которого писал Маяковский:

                                                                Герцен, Герцен,

                                                                               загробным вечером,

                                                                скажите пожалуйста,

                                                                                  вам не снится ли,

                                                                как вас

                                                                        удивительно увековечили

                                                                пивом,

                                                                      фокстротом

                                                                                    и венским шницелем? 
Члены правления МАССОЛИТа имеют возможность поселиться в дачном литературном посёлке Перелыгине (под которым подразумевается Переделкино); авторы, планирующие написание очередных произведений, могут претендовать на «полнообъёмные творческие отпуска» в Ялте, Суук-Су, Цихидзири, Махинджаури. Ресторан «Грибоедов», в котором обедают и ужинают писатели, славится своей кухней; в меню — «отварные порционные судачки», «стерлядь кусками, переложенными раковой шейкой и свежей икрой», «яйца-кокотт с шампиньоновым пюре», «филейчики из дроздов». Все блюда предлагаются посетителям «по самой сходной цене». Во главе «Грибоедова» стоит Арчибальд Арчибальдович, прототипом которого был Яков Данилович Розенталь, работавший в 1925—1931 годах директором ресторана Дома Герцена. В дальнейшем Розенталь руководил аналогичными заведениями в различных творческих организациях и имел репутацию «энтузиаста и любимца всех муз». Леонид Утёсов вспоминал о нём как о «хлебосольном хозяине, который не только знал весь театральный мир, но и вкусы каждого».
В день гибели Берлиоза массолитовцы танцуют в ресторане фокстрот Винсента Юманса «Аллилуйя!»; эта же музыка звучит на великом балу у Сатаны и в квартире специалиста по болезням печени профессора Кузьмина после ухода от него буфетчика Сокова. По словам Бориса Соколова, фокстрот «Аллилуйя!» в данном контексте «символизирует пародию на христианское богослужение в уподоблённом аду ресторане Дома Грибоедова». В то же время и директор заведения Арчибальд Арчибальдович, наблюдающий за полночными плясками литераторов, «как будто соотнесён с образом Воланда на бале весеннего полнолуния».
Для Коровьева и Бегемота попытка поужинать в «Грибоедове» без предъявления писательских удостоверений оказывается неудачной; в итоге Фагот попадает в заведение, представившись писателем Панаевым, а кот — критиком Скабичевским. Пожар, устраиваемый там подручными Воланда, уничтожает не только ресторан, но и всю систему массолитовских льгот и привилегий:

И очистительным огнём, «с которого всё началось и которым мы всё заканчиваем», — пожаром «Грибоедова» — довершается литературная сатира в романе с этим самым «Грибоедовым», в котором уютнейше разместился МАССОЛИТ, с его рестораном, «самым лучшим в Москве», с его кассами, путёвками и дачами в Перелыгине, с членами МАССОЛИТа, от которых в воображении читателя останется только перечень странных имён: Желдыбин, Двубратский, Бескудников, Квант… 

## «Нехорошая квартира»
Квартира № 50, в которой поселяется прибывший в советскую столицу Воланд, имеет репутацию нехорошей: в течение двух лет из неё исчезли не только все жильцы, снимавшие комнаты, но и сама хозяйка Анна Францевна Фужере. История их исчезновений никак не объясняется на страницах романа, однако тема внезапных арестов, когда люди выходили «на минутку» и больше не возвращались, является в «Мастере и Маргарите» «сквозной». Адрес «нехорошей квартиры» — Большая Садовая, 302-бис — вымышленный, но сам объект имеет реальный прообраз: речь идёт о доходном доме фабриканта Ильи Пигита, построенном в 1903 году на Большой Садовой, 10.
Согласно воспоминаниям Владимира Лёвшина, дом Пигита с его лепными балконами и многогранными эркерами «выглядел внушительно». В числе жильцов были художник Пётр Кончаловский с семьёй, певец Фёдор Шаляпин, скульптор Сергей Конёнков, пианист Александр Боровский; в гости к квартирантам заходили актёр Василий Качалов, композитор Сергей Прокофьев, писатель Алексей Толстой, театральный режиссёр Всеволод Мейерхольд. После Октябрьской революции дом перешёл в управление рабочей коммуны.
В 1921 году (по другим данным — зимой 1922-го) одним из его постояльцев стал Булгаков, описавший своё первое московское жильё не только в «Мастере и Маргарите», но и других произведениях: «№ 13. Дом Эльпит-Рабкоммуна», «Самогонное озеро», «Псалом». Сохранились стихотворные зарисовки, сделанные Михаилом Афанасьевичем в начале 1920-х годов: «На Большой Садовой / Стоит дом здоровый. / Живёт в доме наш брат — / Организованный пролетариат. / И я затерялся между пролетариатом, / Как какой-нибудь, извините за выражение, атом».
Конец «нехорошей квартиры» наступает после попытки представителей органов власти арестовать проживающего в ней Воланда со свитой. Во время стрельбы, оказавшейся неэффективной, повреждённый примус кота Бегемота «начинает брызгать бензином»; в результате возникает пожар. Булгаков, по словам Лидии Яновской, «любил огонь»; в одном из писем он сообщал: «Печка давно уже стала моей излюбленной редакцией. Мне нравится она за то, что она, ничего не бракуя, одинаково охотно поглощает и квитанции из прачечной, и начала писем, и даже, о позор, позор, стихи!»

Огонь бушует в романе столь часто, что книга, пожалуй, могла бы служить пособием по пожарному делу. Огнём охвачена квартира Стёпы Лиходеева на Садовой, горит ресторан «Грибоедов», жарко вспыхивает Торгсин на Смоленской и, наконец, пылает очистительным пожаром подвальчик Мастера.

## Полёт Маргариты
В главе «Полёт», по замечанию филолога Ильи Кормана, воспаряет не только Маргарита: вслед за хозяйкой способность возноситься над Землёй обретает служанка Наташа, а также «нижний сосед» Николай Иванович, превратившийся с помощью крема Азазелло в борова; кроме них, на большой высоте свободно себя чувствуют некий толстяк, оставивший брюки на берегу Енисея, и «кто-то козлоногий», угощающий героиню шампанским. Литературовед Молли Брансон сравнивает картину, открывающуюся перед летящей Маргаритой, с пейзажами, которые появляются на магическом глобусе Воланда: «эта вещица» позволяет рассмотреть детали на любой точке планеты.
Маргарита покидает свой особняк и направляется по маршруту, который, по мнению Бориса Мягкова, начинается в Малом Власьевском переулке. На пути её следования — Сивцев Вражек, Арбат, Вахтанговский театр. В полёте героиня видит нефтелавку, где в первой половине XX века население приобретало в кру́жках керосин и товары для бытовых нужд; исследователи полагают, что этот магазин размещался по адресу: Сивцев Вражек, 22.
Чуть позже внимание Маргариты привлекает здание с табличкой «Дом Драмлита». Своим описанием — «чёрный мрамор», «широкие двери», список влиятельных жильцов — он напоминает дом писателей (Лаврушинский переулок, 17). В квартире критика Латунского героиня устраивает разгром — это её месть «за поруганную честь Мастера». В доме начинается переполох: «нагая и невидимая» ведьма разбивает рояль, зеркальный шкаф, стёкла, открывает краны с водой. Пребывая в ярости, она передвигается от одного окна к другому и останавливается лишь на третьем этаже, когда видит сидящего на кровати испуганного четырёхлетнего мальчика. Эпизод, когда Маргарита успокаивает ребёнка, подчёркивает, по мнению Георгия Лесскиса, «добрую нравственную природу героини, оставшуюся неизменной даже и после её чудесной метаморфозы».
В пути Маргариту догоняет служанка Наташа, летящая верхом на Николае Ивановиче. Боров, в которого превратился сосед, возмущён не столько происшедшим с ним перевоплощением, сколько полётом «на незаконное сборище». В его реплике, входящей в советский политический лексикон, продемонстрирован «автоматизм психологии совдеповца, для которого и сами адские силы не так страшны, как „одно из московских учреждений“». Покидая город, героиня, по предположению исследователей, направляется к Днепру — туда, где «обитают языческие силы, описанные ещё Гоголем». Сама сцена полёта ведьмы к лесным чертям и русалкам имеет и литературные, и фольклорные мотивы:

Воздушное путешествие Маргариты явственно связано с иной, достаточно хорошо описанной в литературе традицией полётов. Ведь Маргарита — ведьма, летящая в ночь, на шабаш. Тем самым, Булгаков «включает» сцену полёта в один символический ряд с описанием Вальпургиевой ночи у Гёте; основной лейтмотив этого эпизода — стремление Фауста преодолеть земное притяжение и подчинить себе окружающий мир. А готовность Маргариты воспользоваться помощью демонических сил напоминает о полётах чертей и ведьм у Гоголя, в «Вие» и «Ночи перед Рождеством». 

## Великий бал у Сатаны
Созданию главы о великом бале у Сатаны предшествовало посещение Булгаковыми американского посольства в Москве, где в апреле 1935 года был устроен Фестиваль весны, который в дневниках Елены Сергеевны именовался балом: «В зале с колоннами танцуют, хор — прожектора разноцветные… М. А. пленился больше всего фраком дирижёра — до пят». Детали, замеченные писателем во время этого мероприятия, соединились в романных эпизодах с «образами отчётливо литературного происхождения». Согласно дневникам вдовы писателя, в ранние версии романа было включено описание так называемого «малого бала», проходившего в одной из спален квартиры № 50 на Большой Садовой. Незадолго до смерти Михаил Афанасьевич подготовил другую редакцию, расширив список гостей и сделав действо более масштабным. Исследователи предполагают, что идею написания главы о весеннем бале полнолуния Булгакову могла подсказать ария Мефистофеля из оперы Гуно «Фауст» — в частности, строка «Сатана там правит бал…» Подтверждением этой гипотезы является один из ранних авторских вариантов, в котором среди гостей, прибывших на мероприятие, фигурировали «господин Гёте» и «господин Шарль Гуно».
Прилетевшая на бал Маргарита удивляется «невидимой, но бесконечной лестнице», которая умещается в обычной квартире. Встречающий её Коровьев поясняет, что «тем, кто хорошо знаком с пятым измерением, ничего не стоит раздвинуть помещение до желательных пределов». С подобной фантасмагорией, по замечанию Георгия Лесскиса, героине предстоит столкнуться неоднократно: к примеру, на её вопрос о том, почему на балу слишком долго длится полночь, Воланд отвечает, что «праздничную полночь приятно немного и задержать».
Рассказывая гостье о Воланде как о хозяине бала, Коровьев предлагает Маргарите принять на себя роль хозяйки, напоминая, что сама она является «прапрапраправнучкой одной из французских королев» XVI века. Булгаковеды считают, что речь в данном случае идёт о Маргарите Наваррской или Маргарите Французской; Маргарита Валуа не может рассматриваться как возможная родственница героини булгаковского романа, потому что «её немногочисленное потомство оборвалось уже в первом поколении». Однако если оценивать роман только как художественное произведение, не «соотнося его с законами физического мира», то именно Маргарита Валуа ближе всех по духу возлюбленной Мастера.
На бал к Воланду один за другим приходят «умершие грешники», которым на одну ночь даровано «избавление от адских мук». Среди гостей, возникающих перед Маргаритой, — «черноволосый красавец во фраке». Это алхимик и фальшивометчик господин Жак, за которым стоит реальное историческое лицо — французский промышленник Жак ле Кёр, обвинённый в отравлении возлюбленной Карла VII. Следом появляется граф Роберт — Роберт Дадли, также имеющий репутацию убийцы. В числе тех, кого Маргарите представляет Коровьев, — некая «маркиза, отравившая отца, двух братьев и двух сестёр из-за наследства» (Маркиза де Бренвилье), госпожа Минкина (Настасья Фёдоровна Минкина), император Рудольф (Рудольф II) и другие.
Особняком стоит история двадцатилетней Фриды, задушившей рождённого вне брака ребёнка. С той поры в течение тридцати лет женщина каждое утро обнаруживает на своём столе платок «с синей каёмочкой» — орудие убийства. По мнению булгаковедов, сюжетная линия, связанная с этим персонажем, была взята Михаилом Афанасьевичем из научной работы психиатра Фореля, в которой рассказывалось о некой Фриде Келлер, совершившей аналогичное преступление. Кроме того, поступок Фриды соотносится с деянием гётевской Гретхен, утопившей собственную дочь. Когда по окончании бала Воланд, покорённый внутренним достоинством Маргариты («Садитесь, гордая женщина!»), предлагает героине сообщить о любом её желании, та просит, чтобы мессир пощадил Фриду.

Поступок Маргариты Николаевны, психологически, может быть, даже не совсем убедительный, необходим Булгакову для полноты её нравственного портрета как личности.

## Заключительные главы романа. Эпилог
Весной 1939 года Булгаков в течение нескольких дней читал «Мастера и Маргариту» близким друзьям — Виленкину, Файко, Маркову. Получив от них отзывы, Михаил Афанасьевич приступил к доработке: он решил включить в произведение эпилог, а также эпизод, повествующий о приходе Левия Матвея к Воланду («Он… просит тебя, чтобы ты взял с собою мастера и наградил его покоем»). По словам Мариэтты Чудаковой, при создании финальных страниц используется несколько иная «словесная ткань», чем в основной части романа: автор «развязывает узлы» в каждой из сюжетных линий, однако сам выступает в роли стороннего наблюдателя, немного уставшего от долгого повествования.
После разговора с Левием Матвеем мессир поручает Азазелло отправиться к Мастеру и Маргарите и «всё устроить». Подручный Воланда, появившись в их подвале, предлагает хозяевам выпить фалернского вина, благодаря которому «всё окрашивается в цвет крови». Как отмечают исследователи Ирина Белобровцева и Светлана Кульюс, в действительности это был напиток «золотистого цвета», однако автор изобразил уход героя и его возлюбленной с учётом «ритуалов приобщения к вечной жизни»: «Во имя сохранения целостности выстраиваемой модели, светлое фалернское вино писатель превращает в красное, цвета крови вино инициационных актов».
В тот момент, когда влюблённые делают по одному глотку, действие, по словам Георгия Лесскиса, «раздваивается»: герои умирают от отравления, сидя за общим столом, и одновременно смерть настигает Мастера в клинике профессора Стравинского, а Маргариту — в её особняке. Для Игоря Сухих их уход сопоставим с трагической гибелью других литературных персонажей: «Они, как Ромео и Джульетта или герои Грина, умирают в один день и даже мгновение». Тема «вечного приюта», обретаемого автором романа о Понтии Пилате и его спутницей, судя по рукописям Булгакова, развивалась в течение нескольких лет: «Ты встретишь там Шуберта и светлые утра» (1931), «Красные вишни будут усыпать ветви в саду… Свечи будут гореть, услышишь квартеты, яблоками будут пахнуть комнаты дома» (1936). В окончательной редакции вечный дом, в котором находят покой герои, — это венецианское окно, музыка Шуберта и виноградники.
Один из ключевых мотивов эпилога — муки памяти. Они терзают бывшего поэта Бездомного, ставшего учёным Иваном Николаевичем Поныревым, который ежегодно во время весеннего полнолуния появляется на Патриарших прудах, сидит на «той самой скамейке», где велась беседа с Берлиозом, затем движется к арбатским переулкам. Воспоминания не дают покоя и Понтию Пилату, который около двух тысяч лет подряд видит лунную дорогу и подследственного Иешуа; страдания прокуратора, по словам Василия Новикова, сопоставимы с вечной расплатой «грешников в дантовском аду»: «В неправде, вредоносной для других, / Цель всякой злобы, небу неугодной; / Обман и сила — вот орудье злых. / Обман, порок, лишь человеку сродный».
Во время последнего разговора с Маргаритой Воланд упоминает о том, что «всё будет правильно, на этом построен мир». Этой фразой, по мнению булгаковедов, автор «завершает проблему нравственного оправдания миропорядка», в котором всё сбалансировано: добро существует рядом со злом, а наказание — с состраданием. Сам мессир в конце романа выглядит иным, чем в момент своего первого появления на Патриарших:

Воланд кажется утомлённым, уставшим от борьбы со злом на земле, от тяжести людских преступлений. Он в какой-то степени становится типологически похожим на лермонтовского Демона, каким он показан в финале поэмы, когда властитель мира, царь природы повержен, снова оказывается обречённым жить во мраке и не ведать ни света, ни любви. 

## Литературная полемика вокруг романа
Обсуждение «Мастера и Маргариты» в советском литературном сообществе началось задолго до того, как роман был напечатан. По утверждению Абрама Вулиса, он оказался первым литературоведом, которому Елена Сергеевна Булгакова разрешила ознакомиться с рукописью, представлявшей собой «маленький томик, забранный в коричневый коленкор». Впечатление, возникшее после чтения, было, по признанию Абрама Зиновьевича, сродни «сумятице от всего непривычного, необычного, ослепительно прекрасного, комедийного, трагического, загадочного». Позже список негласных читателей расширился; из рук в руки начали передаваться «многостраничные выписки», сделанные Вулисом.
Широкая общественность узнала о существовании неизданного булгаковского романа в 1962 году, когда Вениамин Каверин в справке к вышедшей «Жизни господина де Мольера» впервые публично упомянул про «Мастера и Маргариту», заметив, что об этом «нельзя молчать». Слова Каверина, по замечанию Георгия Лесскиса, были для того времени «неожиданными и смелыми». Через четыре года произведение в сокращённом виде, с многочисленными купюрами и искажениями, было опубликовано в журнале «Москва». В предисловии, написанном Симоновым, говорилось, что отдельные страницы представляют собой «вершину булгаковской сатиры, и булгаковской фантастики, и булгаковской строго реалистической прозы»; в то же время Константин Михайлович заметил, что если бы не ранний уход автора, итоговый вариант мог бы выглядеть иначе: «Может быть, в романе были бы исправлены некоторые несовершенства, может быть, было бы додумано что-то, ещё не до конца додуманное или вычеркнуто что-то из того, что несёт на себе сейчас печать неумеренной, избыточной щедрости фантазии».
Выход «Мастера и Маргариты» стал заметным событием в литературной жизни страны: как писал Владимир Лакшин, журнал «Москва» с напечатанным романом «невозможно было достать никакой ценою», в различных изданиях прошли оживлённые дискуссии с участием критиков и рядовых читателей; при этом отдельные «профессора литературы» начали выражать недовольство ажиотажем вокруг вышедшего произведения:

До сих пор Булгакову не находилось места в их монографиях и стабильных курсах литературного процесса, как несколько раньше не находилось в них места Есенину, Бабелю или Цветаевой: чем сложнее, непривычнее творчество писателя, тем больше с ним хлопот и неприятностей. И они невозмутимо взялись объяснять читателю, что в нашей литературе есть и другие имена, есть более солидные и устойчивые репутации, так что Булгаков, обременённый многими противоречиями и предрассудками, заведомо уступает им как художник.
«Мастера и Маргариту» высоко оценили прозаик Олег Михайлов («Сибирские огни», 1967, № 9), литературовед Владислав Скобелев («Подъём», 1967, № 6), критик Пётр Палиевский («Наш современник», 1969, № 3). Их оппоненты, по словам Василия Новикова, «подходили к роману Булгакова с жёсткими требованиями установившихся норм социалистического реализма». Так, Людмила Скорино в статье «Лица без карнавальных масок» писала о противоречиях автора, его «душевном разломе» («Вопросы литературы», 1968, № 6). Алексей Метченко в рецензии, озаглавленной «Современное и вечное», указывал, что «талантливый писатель не понял и не принял ряд основных решающих тенденций своей эпохи, судил о ней односторонне» («Москва», 1969, № 1).
Оживлённая дискуссия развернулась вокруг статьи Владимира Лакшина «Роман М. Булгакова „Мастер и Маргарита“», напечатанной в журнале «Новый мир» (1968, № 6). Автор, подробно анализируя отдельные главы и эпизоды, отметил, что судьба романа Мастера и история произведения Булгакова близки, а пророчество Воланда («Ваш роман вам принесёт ещё сюрпризы») относится и к той, и к другой книге. На эту публикацию откликнулся на страницах журнала «Знамя» (1968, № 12) критик Михаил Гус. В статье «Горят ли рукописи?» он написал, что «лакшинский Булгаков разительно отличается от подлинного Булгакова»: «В. Лакшин говорит, что главы о Пилате и Иешуа, яркие по краскам и правдивые, несут с собой „запас новых мыслей“. Нет, уважаемый товарищ Лакшин, те мысли, которые вы вычитали в этих сценах романа, отнюдь не новы!»
Ответом на эти претензии стали полемические заметки Владимира Лакшина «Рукописи не горят!» («Новый мир», 1968, № 12), в которых автор обратил внимание на «удивительную защиту М. Гусом давних критиков Булгакова, запечатлённых в романе в собирательном образе Латунского, мастера „печатной ябеды“». В дискуссию включилась и «Литературная газета»: в неподписанной статье «Ответственность и авторитет критики» (1969, 12 марта) указывалось, что «М. Гус убедительно вскрывает ошибочность утверждений В. Лакшина».

## Художественные особенности
Цитаты и афоризмы
- Правду говорить легко и приятно.
- Квартирный вопрос только испортил их.
- Свежесть бывает только одна — первая, она же и последняя.
- Никогда ничего не просите! (...) Сами предложат и сами всё дадут.
- Рукописи не горят.
- Что бы делало твоё добро, если бы не существовало зла?
- Подумаешь, бином Ньютона![249].

### Сюжетно-композиционные особенности
При анализе «Мастера и Маргариты» исследователи обращают внимание на «определённую соразмерность», заложенную в композицию романа. Он состоит из двух частей, в одной из которых различные сюжетные линии «тянутся» к Мастеру, в другой — к Маргарите. В первых восемнадцати главах происходит знакомство с большим количеством персонажей, которые непрерывно перемещаются и разговаривают; по словам литературоведа Абрама Вулиса, поначалу «произведение сотрясается от сутолоки, гудит от голосов, от праздной толпы Ершалаима и „Грибоедова“». Во второй части тональность меняется: в действие включается Маргарита, с появлением которой «авантюрная неопределённость» исчезает — теперь сюжет строится вокруг стремления героини найти возлюбленного.
Свидетельством того, что структура «Мастера и Маргариты» была тщательно продумана автором, является чёткое распределение «пропорций» по двум половинам произведения: так, если первая часть изобилует вопросами, то во второй читатель получает ответы; в первой участвуют рассказчики, во второй — деятели. Столь же чётко соотносятся между собой злодеяние и возмездие, расставание и встреча, казнь и воскресение. В каждой из романных частей есть своя кульминация: в первой действие достигает наивысшего эмоционального напряжения в главе о сеансе чёрной магии; во второй — в сценах, повествующих о великом бале у Сатаны: «Два парада — убожества и злодейства — сцеплены общностью режиссёрского почерка».
О строгой симметрии произведения говорит и включение в каждую из частей двух отрывков из романа Мастера: в первой речь идёт о встрече Понтия Пилата с арестантом Иешуа (глава 2) и казни на Лысой горе (глава 16); во второй — о стремлении прокуратора наказать предателя (глава 25) и смерти Иуды (глава 26). Гармония и соразмерность создаются не только за счёт «парных штрихов», но и «через игру повторами»: «В белом плаще с кровавым подбоем… вышел прокуратор Иудеи Понтий Пилат» (начало романа Мастера) — «Так встретил рассвет… пятый прокуратор Иудеи Понтий Пилат» (финал).
В целом сюжет романа разворачивается параллельно с событиями Страстной седмицы (со среды по субботу), но является пародией на них или даже противоположностью. Так, Аннушка разливает масло в день, когда грешница возливает миро (масло) на ноги Иисуса. Иван Бездомный один бегает со свечой по городу, когда верующие должны идти домой с зажжёнными лампадами. В Великий четверг москвичи собираются на сеанс чёрной магии во время, когда христиане должны особо строго поститься и усиленно молиться. В пятницу погребение Берлиоза без похищенной головы пародирует торжественный вынос Плащаницы. В субботу Маргарита купается в крови, когда обычно совершается крещение новообращённых. При этом обыватели оказываются совершенно беззащитны перед проделками Сатаны, а Воланд со спутниками чувствуют себя полными хозяевами положения. Исключение составляет эпизод, когда Азазелло, удаляясь из Москвы, не на шутку пугается машинально крестящейся кухарки. Несмотря на это, Воланд не может остаться на Пасху (воскресенье) в столице и покидает её.

### Реализм и фантастика
Для автора «Мастера и Маргариты» характерно глубокое проникновение в душу и судьбу каждого персонажа, знание даже самых мельчайших деталей его жизни и его мыслей. Реализм Булгакова — вполне классический, идущий от Пушкина, Гоголя, Достоевского, Салтыкова-Щедрина. Автору «Мастера и Маргариты» присуще точное чувство быта, умение продуманно отбирать подробности. «Мастер и Маргарита» — исторически и психологически достоверная книга о том времени и его людях, человеческий документ эпохи. Мало найдётся других книг 1930-х годов, где присутствовало бы столько тщательно подобранных деталей времени:227—229.
Оказавшись лицом к лицу с вторгающейся в их жизнь вечностью (главы о Пилате) и безразлично-жестоким всемирным злом (Воланд и его свита), персонажам Булгакова (и вместе с ними читателю) удалось глубоко заглянуть в собственную душу, осознать её непростую диалектику:231. Присутствие в романе инфернальных существ приводит к парадоксальному и стремительному развитию сюжета, позволяет автору выявить затаённые помыслы персонажей, подвергнуть сатирическому осмеянию тщательно скрываемые пороки и недостатки, высветить глубоко интимные стороны бытия. Во взаимодействии с обычными персонажами романа Воланд и его свита создают интригующие комические ситуации, неоднозначно прочитываемые, исполненные глубокого смысла:176. Участие в сюжете инфернальных сил помогает очень полно и многосторонне показать действительность, обнажить её абсурдную, загадочную, по-своему мистическую суть, выявить чудовищные аномалии. Мелкие реалистические детали не затмеваются фантастически-гротесковыми происшествиями, а дают возможность читателю увидеть те или иные явления действительности, своего рода второй план. Советская действительность 1930-х годов представляет собой мир наоборот, в котором правилом является отклонение от нравственных норм, двуличие, восприятие самых худших пороков как добродетелей. Воланду и его свите почти некого совращать и ставить на путь порока. Реальная действительность полна абсурда, содержит явные отступления от здравого смысла и логики; здесь дьявольщина — уже не отдельные моменты жизни (как в более ранних произведениях Булгакова: «Дьяволиаде», «Собачьем сердце», «Белой гвардии»), а её сущность:179.
Тем не менее реалистична главным образом первая часть романа: реализм в ней проявляется, несмотря на явную фантастику присутствия Сатаны в Москве и несмотря на повествование о двух эпохах, разделённых тысячелетиями. Фантастические события происходят на фоне жестокой обыденной реальности, и даже свита Воланда изображена вполне конкретно, почти как обычные люди. Часть вторая же полностью фантастична, несмотря на присутствие отдельных реалистических сцен; в ней происходит отвлечённо справедливое, условное разрешение судеб — своего рода проекция личности и совершённых ею поступков в бесконечность. В бесконечности встречаются наконец Иешуа и Пилат, уходит в вечность постоянный спутник Иешуа Левий Матвей, получает свою награду — покой и творчество — и навсегда соединяется с Маргаритой Мастер, но вечности нет для Берлиоза.

### Художественные и стилистические приёмы, жанровые особенности
В «Мастере и Маргарите» получили продолжение и завершились важнейшие для Булгакова мотивы и стилистические искания: ироническое остранение обыденного (присутствовавшее ещё в его фельетонах), сочетание фантастики и обыденности (повесть «Роковые яйца», пьеса «Иван Васильевич»), сатирический гротеск (повесть «Дьяволиада», пьеса «Бег»), конфликт творца и эпохи (пьеса «Александр Пушкин», роман «Жизнь господина де Мольера»). Эти стилистическая синтетичность и многопроблемность — причины того, что жанр «Мастера и Маргариты» определить трудно: роман-притча, роман-утопия, сатирический роман, исторический, приключенческий, философский — каждое из этих определений верно, но не полно:47.
В романе Булгакова присутствуют в том числе элементы детектива (загадочная смерть Берлиоза, погоня Ивана Бездомного за незнакомцем), приключенческого и авантюрного романа (стремительный темп первой части, фантастическое перемещение Стёпы Лиходеева в Ялту, появление Геллы в театре Варьете), сатирического произведения (сюжетные линии, связанные с Никанором Ивановичем Босым и буфетчиком Соковым), философской работы (размышления героев о выборе, истине, добре и зле).
Художественные и стилистические приёмы, используемые автором, зависят от развиваемой темы. Так, в «шумных» и многолюдных московских сценах присутствует гротеск; эпизоды, рассказывающие о скандалах, преследованиях, разоблачениях, наполнены экспрессией и «конфликтной лексикой», а главы «Никогда не разговаривайте с неизвестными» и «Конец квартиры № 50» содержат эпизоды пародии на советские детективные, «шпионские» произведения того времени:260. В московских главах беспощадные разоблачения самых сокровенных тайн персонажей, издевательское раскрытие интимных подробностей, устрашение, приводящее к обмороку, смертельному ужасу, сумасшествию, происходят в форме фарсовых выходок, буффонады, шутовства, «хохм», розыгрышей:178.
В московских главах романа использована карнавальная традиция, причём в очень резкой и обнажённой форме: для этих глав характерны раскованность и фамильярность, грубоватая откровенность, нарочитая приземлённость, кощунственность, бесстрашие перед любыми догмами, канонами, авторитетами, весёлое и задиристое осмеяние всего устоявшегося и абсолютного. Комические, забавные ситуации в романе являются признаком интереса Булгакова к русскому ярмарочному балагану, народному петрушечному театру. В поступках Воланда и его свиты воплощаются такие карнавальные категории, как увенчание-развенчание, эксцентричность, мезальянсы и — особенно — профанация:182.
Диалогам в московских главах присущи выдумка, изобретательность, остроумие; в диалогах Воланда и членов его свиты с другими персонажами часто встречаются забавные реплики, многозначные фразы, парадоксальные выводы и неожиданные умозаключения, комические перепады. Большая разница в психологии собеседников, когда с одной стороны — обычный человек, а с другой — всезнающий, всеведающий, умеющий читать мысли собеседник, приводит к поразительному разбросу тем, комическим алогизмам, незавершённости диалогов:191.
Широко использует автор просторечие как средство сатирической экспрессии (и в языке персонажей, и в языке повествователя, от лица которого ведётся рассказ):194. Используются сопоставительные и сравнительные структуры в повествовании, построенные на комической основе; эпитеты, реализующие неодобрительное отношение к изображаемым явлениям; перелицовка и модернизация фразеологизмов в целях комической экспрессии; перефразирование канцелярско-бюрократических оборотов и пародирование газетных штампов и клише; антропонимы, выполняющие экспрессивную комическую функцию («говорящие» фамилии — Лиходеев, Подложная; фамилии со сниженной стилистической окраской — Павианов, Пролежнев; и др.); каламбуры, каламбурные приёмы, благодаря которым диалог неожиданно, парадоксальным образом переходит в другую семантическую плоскость и которые сообщают повествованию живость, неожиданность, создают всплеск комизма:192,194—196.
Страницы романа о Понтии Пилате иные — их стиль нетороплив, прозрачен и важен, диалоги скупы и серьёзны, ремарки к ним отличаются сдержанностью; нет множества острых штрихов повседневности, мелких сатирических деталей в описании персонажей, но очень значима точность лаконичной детали. Присутствует множество малознакомых читателю древних слов без перевода, пояснений и примечаний, однако при этом совершенно понятных. Изображённый мир — очень зримый, несмотря на то что ни одно слово не пояснено. За любой бытовой подробностью кроется глубина знаний автора о древней Иудее, однако эту глубину знаний он не обрушивает на читателя: она содержится лишь в подтексте. Главы о Понтии Пилате соответствуют всем канонам мифологического реализма. Они проникнуты глубоким психологизмом, насыщены мельчайшими деталями:64.
Столь же отличны от других главы, повествующие о любви Мастера и Маргариты: в этих главах преобладают лирические мотивы. По характеру психологизма история Мастера близка к главам о Понтии Пилате, но это не мифологическое повествование, а новый миф, миф XX века — о судьбе Мастера в XX столетии, пропущенный сквозь судьбы всех Мастеров во всех эпохах (Иешуа тоже можно отнести к Мастерам). Главы о Мастере близки к принципам магического реализма, согласно которым бытовое должно самым естественным образом обнаруживать свою чудесность, плавно переходить в иную систему координат:65.
По замечанию Абрама Вулиса, булгаковский роман в определённые моменты напоминает произведения живописи:

Прежде всего он повёрнут ко мне живописью. Немногоцветными фресками по мотивам античности. Изысканной простотой своей напоминающими «мирискусников»: Бенуа, Сомова, Сапунова. Изобразительная манера «Мастера» созвучна и театральным декорациям друзей Булгакова: В. В. Дмитриева, П. В. Вильямса.
Отдельного анализа у булгаковедов удостоился образ рассказчика, который меняется на протяжении всего романа. В сценах, где участвуют Коровьев и кот Бегемот, повествователь уподобляется действующим персонажам и напоминает «озорного пройдоху»; в главах о Пилате и Иешуа он предстаёт «взволнованным летописцем»; в эпизодах о МАССОЛИТе и «Грибоедове» выступает в роли «жёлчного визитёра». Страдающий гемикранией Понтий Пилат в момент своего появления на балконе дворца Ирода Великого произносит: «О боги, боги, за что вы наказываете меня?» Риторическое обращение прокуратора становится рефреном, которое позже не раз произносит автор-рассказчик, в том числе в заключительной главе про прощание и вечный приют героев: «Боги, боги мои! Как грустна вечерняя земля! Как таинственны туманы над болотами!» Согласно архивным материалам, собранным Мариэттой Чудаковой, это поэтическое отступление было включено в «Мастера и Маргариту» незадолго до смерти Булгакова; в нём «выразилось прощание с книгой, трудом всей жизни, и с самой жизнью».

## Литературная перекличка
Булгаковеды отмечают, что основным источником, повлиявшим на интонацию, структуру, поэтику «Мастера и Маргариты», является «вся жизнь». Поэтому количество ассоциаций с произведениями художественной литературы, возникающих при чтении отдельных глав, сцен и эпизодов, приближается к «бесконечному числу». Тем не менее существуют книги, отсылка к которым подтверждается как ранними редакциями романа, так и высказываниями самого Булгакова. При этом, по замечанию Мариэтты Чудаковой, некоторые литературные параллели, обнаруженные исследователями, порой объясняются «случайностью совпадения под влиянием „творческой жизни времени“».

### «Мастер и Маргарита» и русская литература
С русской поэзией связан образ покоя, получаемого Мастером и Маргаритой в финале романа. Лидия Яновская, Игорь Сухих и другие литературоведы соотносят эту тему с пушкинскими строками «Пора, мой друг, пора! покоя сердце просит» и «На свете счастья нет, но есть покой и воля». Кроме того, мотив вечного приюта, обретаемого героями после всех испытаний, восходит к позднему лермонтовскому стихотворению «Выхожу один я на дорогу»: «Чтоб всю ночь, весь день мой слух лелея, / Про любовь мне сладкий голос пел, / Надо мной чтоб вечно зеленея / Тёмный дуб склонялся и шумел».

Вечно зеленеющие ветви, голос женщины, любимой и любящей («Беречь твой сон буду я»), и покой — не смерть, а сон, полный жизненных сил, вечное продолжение жизни…
Во время разговора Берлиоза с Воландом на Патриарших мессир замечает, что «кирпич ни с того ни с сего никому и никогда на голову не свалится». Согласно наблюдениям Мирона Петровского, этот тезис напоминает рассуждения героя произведения Александра Куприна «Каждое желание» («Звезда Соломона») — тихого канцелярского служащего Ивана Степановича Цвета, внезапно получившего ключ, который позволяет управлять миром. По мнению Петровского, «Мастер и Маргарита» и «Каждое желание» связаны между собой не только отдельными фразами и подробностями, но и целыми фабульными линиями — «их количество просто не оставляет места для случайности».
В те часы, когда члены МАССОЛИТа ждут Берлиоза на заседание, его «обезглавленное тело» лежит в большом зале «на трёх цинковых столах». Сцена, показывающая совещание патологоанатома, прозектора и следователей возле останков руководителя писательского объединения, по своей «отстранённости» близка эпизоду из рассказа Льва Толстого «Три смерти»: с такой же отрешённой интонацией автор рассказывает о том, что «в тот же вечер больная уже была тело, и тело в гробу стояло в зале большого дома».
В письме, адресованном Константину Паустовскому, сестра Булгакова Надежда Афанасьевна Земская рассказывала, что любимым писателем её брата с гимназических лет был Гоголь. Присутствие Николая Васильевича в «Мастере и Маргарите» ощущается повсеместно: так, помимо эпизода с Геллой и Варенухой, восходящего к «Вию», есть сцены, близкие к «Ночи перед Рождеством». К примеру, история с председателем зрелищной комиссии Прохором Петровичем, неучтиво обошедшимся с появившимся в его кабинете Бегемотом («Вывести его вон, чтоб черти меня взяли»), сродни диалогу Вакулы с Пацюком: когда кузнец спрашивает, как найти дорогу к чёрту, то в ответ слышит «Тому не нужно далеко ходить, у кого черт за плечами». В аналогичной ситуации оказывается и Маргарита, объявившая о готовности заложить душу дьяволу и моментально увидевшая рядом с собой Азазелло.
Иван Бездомный, знакомясь со своим соседом в клинике профессора Стравинского, интересуется: «Вы писатель?» Тогда же впервые звучит фраза, определяющая одну из главных тем романа: «Я — мастер». По версии Мариэтты Чудаковой, использование Булгаковым слова «мастер» в данном контексте, идёт, возможно, от гоголевских размышлений в «Выбранных местах из переписки с друзьями»: «Нужно, чтобы в деле какого-либо мастерства полное его производство упиралось на главном мастере».
Как рассказывал Владимир Лакшин, существует легенда, иллюстрирующая незримую связь Гоголя и Булгакова. Согласно ей, Михаил Афанасьевич, воспринимавший Николая Васильевича как учителя, однажды написал: «Укрой меня своей чугунной шинелью». Спустя годы после смерти Булгакова его вдова, зайдя в гранильную мастерскую, увидела большой чёрный камень, изъятый с могилы Гоголя и имевший название «Голгофа». Этот кусок гранита занял место на могиле автора «Мастера и Маргариты».
Существуют предположения о взаимосвязи между «Мастером и Маргаритой» и романом-поэмой «Запись неистребимая» русского и советского философа, писателя, переводчика Якова Голосовкера, который относил окончание работы над ним к 1925—1928 годам. Его рукописи дважды гибли в огне: в 1937 и 1947 годах. В 1991 году был впервые издан «Сожжённый роман», который, как предполагается, представляет собой восстановленную Голосовкером (сокращённую) версию романа «Запись неистребимая». В сопроводительной статье к этой публикации Мариэтта Чудакова писала, что, возможно, наиболее «таинственное свойство этого сочинения — поразительное ощущение его внутренней связанности с романом Булгакова „Мастер и Маргарита“, столько лет казавшимся его увлечённым читателям единственным в своём роде, ни на что не похожим…». Высказывались предположения, что романы Булгакова и Голосовкера в какой-то мере повлияли друг на друга, а также что в их основе лежит какое-то общее произведение.

### Перекличка с зарубежной литературой
Помимо творчества Гоголя, роман также пересекается с «Фаустом» Гёте. Одним из первых литературоведов, ещё в 1968 году указавшим, что «Мастер и Маргарита» «пронизана бесчисленными отголосками „Фауста“», был Владимир Лакшин. При этом, по замечанию Владимира Яковлевича, булгаковский мессир отнюдь не родной брат Мефистофеля — Воланд «даёт пример куда большего благомыслия и благородства». Михаил Афанасьевич не только создавал сознательные отсылки к гётевской драме, но и полемизировал с ней: так, фраза Левия Матвея «Он не заслужил света» представляет собой пример заочной дискуссии с немецким поэтом, который «дал своим героям традиционный „свет“».

В Воланде явствен мотив деяния, протеста против рутины жизни, застоя, предрассудков. В своих московских похождениях он как бы осуществляет программу, какую задаёт Мефистофелю у Гёте господь бог в «Прологе на небесах»: «Человеческая деятельность усыпляется слишком легко. Безусловный покой часто делается людям дороже всего, а потому я охотно посылаю им в товарищи даже чертей, с тем, чтобы они подстрекали их и возбуждали». 
Абрам Вулис назвал в числе авторов, повлиявших на стилистику «Мастера и Маргариты», Гофмана, у которого Булгаков мог позаимствовать «колорит, настроение, болевые точки читательского восприятия», а также Бальзака с его «Прощённым Мельмотом». Герои этой новеллы — загадочный чужестранец, именующий себя Джоном Мельмотом, и кассир парижского банка Кастанье — соотносятся между собой так же, как мессир и персонажи московских эпизодов «Мастера и Маргариты»; подмостки театра Жимназ напоминают сцену театра Варьете; умение Мельмота читать чужие мысли и заглядывать в будущее также «получает внятный, почти членораздельный отзвук» в булгаковском романе.

### «Мастер и Маргарита» и «Золотой телёнок»
В сатирических эпизодах «Мастера и Маргариты» исследователи обнаруживают параллели с «Золотым телёнком» Ильфа и Петрова — это касается прежде всего коммунального быта, который в обоих романах представляет собой «исповедальню, пробный камень человеческих отношений». Разница между описанием «нехорошей квартиры» на Большой Садовой и изображением «Вороньей слободки» заключается в том, что авторы «Золотого телёнка» не видят в заявленной теме глобальной аномалии, тогда как у Булгакова «квартирный вопрос» с его повседневными проблемами возведён «в почтенную степень мирового зла».
Определённое сходство замечено и в описании учреждений. Так, Ильф и Петров много внимания уделяют «Геркулесу», в недрах которого зарождается идея создания клишированных изречений, тексты которых, пригодные на все случаи жизни, сочинил начальник конторы Полыхаев. Булгаковский персонаж Василий Степанович Ласточкин, придя в зрелищную комиссию, застаёт там картину, являющуюся своеобразным продолжением «геркулесовской» темы: «За огромным столом… сидел пустой костюм и не обмакнутым в чернила сухим пером водил по бумаге»:

Впечатление такое, будто Булгаков задумал воссоздать «Геркулес» с учётом художественных приёмов нового по тем временам художественного фильма «Человек-невидимка». И получил в результате сатирический фантом, напоминающий Полыхаева в его резиновой ипостаси.
Михаил Афанасьевич и авторы «Золотого телёнка» используют общий фельетонный материал, однако «мера сатиры», по мнению Абрама Вулиса, у них разная: там, где Ильф и Петров острят и подтрунивают, Булгаков демонстрирует едкость и сарказм. Так, в «Золотом телёнке» Остап танцует танго от полноты души, под аккомпанемент самовара: «Под знойным небом Аргентины, / Где небо южное так сине…». В «Мастере и Маргарите» сотрудники филиала зрелищной комиссии поют «Славное море…» со слезами на глазах, вопреки собственному желанию, испытывая отчаяние от принудительного участия в хоре, организованном Коровьевым.

## Влияние и отражение в культуре
Книга значительно повлияла на русскую и мировую литературу, вошла в список «100 книг века» журнала Le Monde и на сегодняшний день является самым знаменитым произведением Булгакова. На вопрос Тайлера Коуэна: «Какой ваш любимый роман?» бизнесмен Питер Тиль ответил: «Если вы хотите чего-то более интеллектуального, это, вероятно, роман Булгакова „Мастер и Маргарита“, где дьявол появляется в сталинской России, и добивается успеха, и даёт всем то, что они хотят, и всё идёт наперекосяк. Тяжело, потому что никто не верит в его реальность».
Американский писатель Салман Рушди в воспоминаниях признавался, что роман «Мастер и Маргарита» повлиял на написание его романа «Сатанинские стихи» (1988).
В интервью журналу Bomb Magazine Виктор Пелевин назвал роман «Мастер и Маргарита» одним из первых факторов, повлиявших на его творчество, сказав: «Эффект от этой книги был действительно фантастическим. […] Эта книга была совершенно не из советского мира», и что Булгаков показывает, что «единственная настоящая русская литературная традиция состоит в том, чтобы писать хорошие книги так, как до тебя никто не писал».
Различные авторы и музыканты считают «Мастера и Маргариту» источником вдохновения для определённых произведений. По словам Мика Джаггера, «Мастер и Маргарита» послужили источником вдохновения для «Sympathy for the Devil» The Rolling Stones (1968). Лирика песни Pearl Jam «Pilate», вошедшая в их альбом Yield (1998), была вдохновлена «Мастером и Маргаритой». Тексты песен написал басист группы Джефф Амент. Алекс Капранос из «Franz Ferdinand» написал «Love and Destroy» под впечатлением от романа.

## Адаптации

### Экранизации
Кинематографисты неоднократно делали попытки экранизировать «Мастера и Маргариту», однако не все замыслы оказались осуществлёнными. Так, Эльдар Рязанов, добиваясь права на постановку фильма по булгаковскому роману, в 1985 году обращался в ЦК КПСС к партийным деятелям Михаилу Зимянину и Василию Шауро и получил отказ. Элем Климов, в годы перестройки приступивший к работе над сценарием картины, не смог реализовать свой проект из-за отсутствия должного финансирования. По словам Владимира Наумова, его желание снимать ленту было «пресечено» Еленой Сергеевной Булгаковой, которая, придя к режиссёру во сне, сообщила, что экранизация не состоится.
Первую киноверсию, созданную по мотивам романа, сделал в 1971 году Анджей Вайда; в неё вошли только «библейские» главы романа. Через год вышла картина Александра Пе́тровича (Югославия/Италия). В 1988 году режиссёр Мацей Войтышко выпустил четырёхсерийный телевизионный фильм. В 1994 году «Мастера и Маргариту» снял Юрий Кара, но из-за разногласий постановщика и продюсеров зрители в течение семнадцати лет не имели возможности познакомиться с этой работой. В 2005 году свою версию представил Владимир Бортко. В 2024 году вышел на экраны фильм «Мастер и Маргарита» Михаила Локшина.
Самой детальной и близкой к книге российской экранизацией является телесериал Владимира Бортко 2005 года. По сути, это телеспектакль, в котором отсутствуют богатые спецэффекты и интересная операторская работа, но булгаковский текст полностью перенесён на экран, кроме нескольких не самых значимых эпизодов.
Сравнивая экранизации Юрия Кары и Владимира Бортко, публицист журнала «Знамя» Валерий Бондаренко отмечает, что «беспокойного булгаковского духа в картине Кары куда больше, чем в сериале Бортко». По мнению рецензента, обстановка в фильме 1994 года воспринимается правдоподобной из-за отсутствия спецэффектов, а Мастер (Виктор Раков) выглядит «по крайней мере живым». В то же время критика впечатлили отдельные актёры в сериале 2005 года — речь, в частности, идёт об исполнителе роли Коровьева Александре Абдулове, а также Валентине Гафте, сыгравшем Каифу и Человека во френче, и Владиславе Галкине, персонаж которого — Иван Бездомный — совмещает в себе черты «и хама, и интеллигента».
В сериале Бортко в персонаже Олега Басилашвили Воланде утомление дьявола от «однообразия жизни» отмечает публицист Ольга Бугославская.

Олег Басилашвили — воплощение могущества, которому нет преград на земле. И он порядком устал от всевластия. В нём больше от Великого бюрократа зла, чем от шкодника Мефистофеля или импозантного князя тьмы. Он буквоед рока, бухгалтер Возмездия, пленник собственной силы, он брезглив к проявлениям лжи и нетерпим к фамильярности (это черты самого Булгакова).

В фильме Михаила Локшина главные роли сыграли Аугуст Диль (Воланд), Евгений Цыганов (Мастер) и Юлия Снигирь (Маргарита). Фильм Локшина представляет собой не побуквенный перенос романа на экран (в отличие от экранизации, снятой Бортко), а фантазию по мотивам «Мастера и Маргариты». В основе главной сюжетной линии — биография самого Михаила Булгакова, на которую нанизаны ключевые сюжеты романа. События кинокартины происходят в двух реальностях: в повседневной Москве, где писатель подвергается гонениям за написанную им пьесу о Пилате, и в воображении писателя, работающего над «Мастером и Маргаритой». Воланд и его свита в этом фильме — лишь порождение фантазии Мастера, использующего реалии окружающей жизни для создания своего романа.
Журналист и критик Валерий Кичин в «Российской газете» писал о кинокартине Локшина: «Перед нами редчайший случай, когда современные авторы вступают в соавторство с классиком, в соразмышление с ним — и в этой отважной наглости побеждают». По мнению журналиста и кинокритика Антона Долина, высказанному в интернет-издании «Meduza», «голливудская размашистость и умение рассказать внятную увлекательную историю» соединились в этом фильме «с тонким пониманием сути текста», которое позволило «переписать и изменить почти всё, чтобы сохранить главное». В то же время с критикой фильма, сохранившего остроту первоисточника, который высмеивает советскую власть, выступили чиновники и пропагандисты.
Также в 1995 году вышел российско-чешский фильм «Роковые яйца», снятый в по мотивам одноимённой повести Булгакова с некоторыми пересекающимися сюжетными линиями других его произведений — романа «Мастер и Маргарита» и повести «Собачье сердце».

### Театральные постановки
Первой в СССР инсценировкой романа стал спектакль «Мастер и Маргарита», поставленный Юрием Любимовым в Театре на Таганке. По воспоминаниям Любимова, он подал заявку на постановку в 1967 году «по легализованному журнальному тексту, уже прошедшему цензуру», и затем в течение девяти лет добивался права на выпуск спектакля.
В роли Мастера режиссёр изначально видел Леонида Филатова, но тот отказался, сочтя, что «играть его невозможно — это же облако духовности»; в итоге главным трагическим героем стал Дальвин Щербаков. Исполнителем роли Воланда в первом составе был Борис Хмельницкий; позже его заменил Вениамин Смехов. Образ Маргариты воплотила Нина Шацкая. Сценическую композицию, в которой соединились три сюжетные линии романа, подготовил Владимир Дьячин; в работе над спектаклем участвовали художники Михаил Аникст, Сергей Бархин, Давид Боровский и другие.
В апреле 1977 года состоялась генеральная репетиция, на которой присутствовали члены комиссии по наследию Булгакова — Константин Симонов, Сергей Ермолинский, Виталий Виленкин. Отзывы, по словам Вениамина Смехова, были в основном одобрительные.

Всем чудесам и превращениям романа Любимов нашёл театральные эквиваленты. Примеры: полёт Маргариты, варьете, бал у Сатаны, Ершалаим. В центре авансцены — металлическая балка с циферблатом, маятник… Чудо театра: всё явно скроено из условных, «неопасных» элементов, но чувство утолённой ярости, грозной расплаты и страшного риска — страшнее и реальнее, чем если бы это было снято в кино.
Начиная со второй половины 1980 годов сценические версии «Мастера и Маргариты» были подготовлены во многих театрах. Заметным событием стала постановка Александра Дзекуна в Саратовском театре драмы (1986): спектакль проходил в течение двух вечеров и представлял собой «повествовательные коллажи», в паузах между которыми зрители имели возможность осмыслить увиденное накануне. Немало откликов вызвала премьера «Мастера и Маргариты» на сцене Московского Художественного театра имени А. П. Чехова (режиссёр Янош Сас; актёры: Дмитрий Назаров — Воланд, Анатолий Белый — Мастер, Михаил Трухин — Коровьев, Николай Чиндяйкин — Понтий Пилат). Критики охарактеризовали работу Яноша Саса как «гремучую смесь жёлчной сатиры, философской рефлексии, теологии, мистики и любовной интриги».

### Другие адаптации
В 2009 году Александр Градский создал одноимённую «оперу в двух действиях и четырёх картинах». На сцене поставлена не была, существует в виде единственной аудиозаписи, выполненной со звёздным составом. В либретто к произведению были использованы авторский текст романа, а также стихи Александра Градского и Павла Грушко.

## Комментарии
1. ↑  8 мая 1929 года Булгаков отправил в альманах «Недра» главу под названием «Мания фурибунда» с подзаголовком «Глава из романа „Копыто инженера“» за подписью «К. Тугай» (Лесскис, 1999, с. 223—224). Позднее появились другие многочисленные рабочие названия: «Чёрный маг», «Консультант с копытом», «Великий канцлер», «Вот и я», «Шляпа с пером», «Чёрный богослов», «Подкова иностранца», «Копыто консультанта», «Евангелие Воланда», «Князь тьмы» и др. (Кульюс, 2007, с. 7)
2. ↑  В конце первой главы Воланд заявляет, что его пригласили в Москву как специалиста по чёрной магии разобрать «подлинные рукописи чернокнижника Герберта Аврилакского, десятого века».
3. ↑  В тексте романа персонаж Мастер упоминается повсеместно со строчной буквы — «мастер».
4. ↑  

| 17 июня [1937 года].    | Вечером у нас Вильямсы. М. А. читал главы из романа («Консультант с копытом»). |
| <…>                     | <…> |
| 23 октября [1937 года]. | Сережкин день рожденья, подарили ему духовое ружье. <…> У М. А. из-за всех этих дел по чужим и своим либретто начинает зреть мысль — уйти из Большого театра, выправить роман («Мастер и Маргарита»), представить его наверх. <…> |
| <…>                     | <…> |
| 12 ноября [1937 года].  | Днем заходили в Большой к Якову Л. <…> Вечером М. А. работал над романом о Мастере и Маргарите. |
— Дневник Е. С., 1990, с. 155, 172, 174.
5. ↑  Характерен в связи с этим пример из главы «Понтий Пилат».
| В редакции Е. С. Булгаковой: | Мысли понеслись короткие, бессвязные и необыкновенные: «Погиб!..», потом: «Погибли!..» И какая-то совсем нелепая среди них о каком-то бессмертии, причём бессмертие почему-то вызвало нестерпимую тоску. |
| В редакции А. А. Саакянц:    | …И какая-то совсем нелепая среди них о каком-то долженствующем непременно быть — и с кем?! — бессмертии, причём бессмертие почему-то вызвало нестерпимую тоску.                                          | В рукописи слова «о каком-то бессмертии» Булгаков дважды подчеркнул синим карандашом, отмечая необходимость вернуться к ним, а на полях тем же карандашом поставил два вопросительных знака, открыв (и забыв закрыть) скобку, записал: «О каком-то долженствующем непременно быть — и с кем? — бессмертии». Яновская считает, что Е. С. права: это не вставка, поскольку нет соответствующей авторской пометы о вставке. Это набросок для размышлений, очень важный и интересный, но так и не реализовавшийся в дальнейшем набросок (Яновская. Записки, 2007, с. 359).
6. ↑  С другой стороны, Эллендея Проффер, готовя текст романа для перевода на английский язык в 1995 году, в комментарии к 13-й главе указала:

«— Настали совершенно безрадостные дни… глава такая-то идти не может…» — эти три абзаца есть в тексте Саакянц, но не включены в текст Яновской. Яновская просмотрела различные черновики и решила, что этому отрывку не место в окончательной редакции. Тем не менее я считаю, что это описание вероломного соседа важно и что, скорее всего, свою роль сыграла самоцензура, если Булгаков действительно планировал вычеркнуть его. Не похоже на Булгакова — дать так мало информации о персонаже, ставшем творцом злоключений Мастера.
Оригинальный текст (англ.)"Completely joyless autumn days...such a chapter will not do" — these  three paragraphs  are  in the Saakyants text, but are not included in the Yanovskaya text. Yanovskaya looked at various drafts and decided that this section did not belong in the final one. However, I feel that this description of the treacherous neighbor is essential, and that very likely self-censorship played a role if Bulgakov really planned to leave it out. It is unlike Bulgakov to give so little information about the author of the Master's misfortune.
— Mikhail Bulgakov. The Master and Margarita (англ.) / transl. by Diana Burgin and Katherine O'Connor, annotations and afterword by Ellendea Proffer. — Picador, 2010. — ISBN 978-0-330-54393-4.
7. ↑  «…access to his archives remained very strictly controlled, and actually became something to be struggled over» (Кёртис, 2019, с. 25); «Архив Булгакова уходил под наблюдение КГБ. Так случилось, что Булгаков не был арестован при жизни. Теперь, с начала 70-х годов, отдел рукописей Библиотеки имени Ленина становился местом посмертного ареста его рукописей» (Яновская. Записки, 2007, с. 9).
8. ↑  В текстологии под основным текстом понимают текст, в котором наиболее полно выражена последняя творческая воля автора. Во многих случаях эта воля выражена в последнем прижизненном издании, но считать это однозначным правилом невозможно, поскольку:
| 1. | Последний прижизненный текст может быть искалечен редакцией или цензурой. Текстолог обязан эти вынужденные поправки снять и восстановить подлинный текст. И в этом случае исследователь должен проявлять необходимую осторожность. |
| 2. | Последний прижизненный текст может быть результатом автоцензуры: лучше изменить самому, чем ждать гораздо более нелепых сокращений цензора. |
| 3. | Последний прижизненный текст может быть издан в отсутствие автора: исследователь должен заменить отсутствующего автора и исправить работу современного писателю издателя. |
| 4. | Автор страдает своего рода абулией — он равнодушен к переиздающимся текстам и фактически их не ведет. |
| 5. | Порою автор передоверяет издание тем или иным лицам, давая им большие или меньшие полномочия касательно правки текста. |
| 6. | Начатая автором переработка не была им завершена. |
| 7. | В ряде случаев первоначальные редакции по тем или другим основаниям должны быть предпочтены последней. |
| 8. | Даже там, где последняя творческая воля автора явно выражена, текстолог не может безоговорочно принимать текст. Надо помнить, что автор, почти как правило, — плохой корректор своих творений: он читает свой текст не по-корректорски, а обращая преимущественное внимание на творческую сторону, и почти не в состоянии считывать свой текст с оригиналом. | Подробнее (с примерами) см.: Рейсер С. А. Основы текстологии Архивная копия от 19 июня 2023 на Wayback Machine. Изд. 2-е. Л., «Просвещение», 1978.
9. ↑  «В основе настоящего издания романа текст, подготовленный Е. С. Булгаковой в 1963 году, с уточнениями и исправлениями, обусловленными сравнением с её же машинописной редакцией 1940 году и новой сверкой по всем доступным авторским рукописям романа; использован также опыт текстологической работы с другими произведениями прозы Михаила Булгакова» — см. текстологический комментарий Архивная копия от 8 июля 2022 на Wayback Machine Яновской в пятитомнике-1990.
10. ↑  Свояченица Михаила Афанасьевича, сестра Елены Сергеевны Ольга Сергеевна Бокшанская (1891—1948), работавшая во МХАТе с 1919 года и бывшая бессменным секретарём В. И. Немировича-Данченко, а также прекрасной машинисткой (Лесскис, 1999, с. 180).
11. ↑  «Данный абзац, отсутствующий на перепечатанном в машинописи 10.2 л. 496, отсутствует также и в машинописи 40 (с. 479), и в машинописи из собрания Е. Ф. Никитиной (Ф. 127. Оп. 2. Д. 9. С. 354). В машинописи 1963 г. (с. 210) данный абзац возвращен. Он совпадает с текстом основной машинописи, кроме формы слова „воскресенье“. По замыслу Булгакова, вложенному им в уста мастера, последними словами романа должны были стать слова о жестоком пятом прокураторе Иудеи. В период работы над текстом основной машинописи в 1938 г. роман завершался именно так. Но в 1939 г. Булгаков продолжил его, написав эпилог. И теперь в конце эпилога и, следовательно, всего романа звучат слова „жестокий пятый прокуратор Иудеи всадник Понтийский Пилат“. Если бы воля автора, изъявленная в устной или письменной форме, требовала возвращения рассматриваемого абзаца, то он был бы представлен в машинописи 40» (Колышева. Основной текст (5-е изд.), 2024, т. 2, с. 516).
| 1. | Машинопись, напечатанная О. С. Бокшанской под диктовку Булгакова в 1938 году, — основная машинопись. |
| 2. | Машинопись 1938 года с правкой 1938—1940 годов, имеющей несколько слоёв, — машинопись 10.2.          |
| 3. | Машинопись, напечатанная Е. С. Булгаковой в 1939—1940 годах, — машинопись 40.                        | Колышева. Основной текст (5-е изд.), 2024, т. 2, с. 5—6.
12. ↑  Яновская впоследствии признавалась:

Эпилог написан вместо этих строк. Е.С. расстаться с этими строками не могла (они уцелели во втором и третьем экземплярах машинописи) и, приводя роман в порядок, включила их в текст. Потом они вошли в первое отдельное издание романа (Москва, 1973): редактор издания А.Саакянц, в целом без особого пиетета относившаяся к правке Е. С. Булгаковой, эти строки сохранила. И я, готовя роман к печати в 1987—1989 и затем в 1989—1990 годах, не посмела оспорить уже сложившуюся традицию и тоже сохранила эти, к тому времени очень популярные строки. Чего, конечно, делать нельзя было…— «Кто-то отпускал на свободу мастера…» — Яновская. Треугольник Воланда, 2013, с. 109.
13. ↑  Имеется в виду текстологический (а не общелингвистический) термин, обозначающий передачу исходного текста, помет и набросков на полях и на обороте, а также многослойных правок в рукописи (машинописи) с помощью системы типографических обозначений. Конкретнее, Колышева опирается на систему условных обозначений динамической транскрипции текста, разработанную в ИМЛИ РАН (Колышева. Основной текст (5-е изд.), 2024, т. 1, с. 26).
14. ↑  Известны три экземпляра данной машинописи:
| 1. | Экземпляр машинописи, принадлежавший Н. А. Земской, а затем Е. А. Земской.                                           |
| 2. | Экземпляр машинописи, принадлежавший Е. А. Светлаевой (его копия была предоставлена В. Ф. Дименко).                  |
| 3. | Экземпляр машинописи, принадлежавший П. С. Попову и хранящийся в его архиве в НИОР РГБ (Ф. 547. Ед. хр. 11. К. 2-3). | Колышева. Проблема установления основного текста, 2019, с. 756—757; Колышева. Основной текст (5-е изд.), 2024, т. 2, с. 18.
15. ↑  Если редакцию Саакянц можно легко идентифицировать по самой первой фразе романа, начинающейся в её версии словами «Однажды весною…», то редакцию Яновской можно отличить от редакции Колышевой по наличию в версии Яновской последнего абзаца 32-й главы с Понтием Пилатом. Текст романа в редакции Колышевой можно прочитать не только в двухтомнике-2014, но и в некоторых последних публикациях издательства «Рипол-классик» (соответствующие издания указаны в разделе «Литература»).
16. ↑  Составляющие шестой редакции:
| 1. | Машинопись, напечатанная О. С. Бокшанской под диктовку Булгакова в 1938 году (Ф. 562. К. 8. Ед. хр. 2-3; К. 9, Ед. хр. 2; К. 10. Ед. хр. 2).                                      |
| 2. | Машинопись 1938 года с правкой 1938—1940 годов, имеющей несколько слоёв (Ф. 562. К. 10. Ед. хр. 2).                                                                               |
| 3. | Тетрадь с записью Булгакова на титульном листе: «Мастер и Маргарита. Роман. Отделка», содержащая варианты начала первой главы и первый вариант эпилога (Ф. 562. К. 9. Ед. хр. 1). |
| 4. | Тетрадь с новыми вариантами фрагментов романа, написанными Е. С. Булгаковой под диктовку Булгакова, начиная с 4 октября 1939 года (Ф. 562. К. 10. Ед. хр. 1).                     |
| 5. | Машинопись, напечатанная Е. С. Булгаковой в 1939—1940 годах. | Колышева. Проблема установления основного текста, 2019, с. 754; Колышева. Основной текст (5-е изд.), 2024, т. 2, с. 5—6.

### Документальные фильмы
- «Загадки „Мастера и Маргариты“» (документальный фильм Юлии Проскурни-Завьяловой, Россия, 2005).